# Amazzonia
L'Amazzonia è una vasta regione geografica del Sud America caratterizzata da una foresta pluviale, detta foresta amazzonica, che copre gran parte dell'omonimo bacino amazzonico, estendendosi su una superficie di sei milioni di chilometri quadrati suddivisi fra nove Paesi; la maggioranza della foresta (circa il 60%) si trova in Brasile; un altro 13% si trova in Perù, il 10% in Colombia e parti più piccole in Venezuela, Ecuador, Bolivia, Guyana, Suriname e Guyana francese: stati e unità amministrative di quattro di questi paesi sono appunto denominati "Amazonas".

## Storia

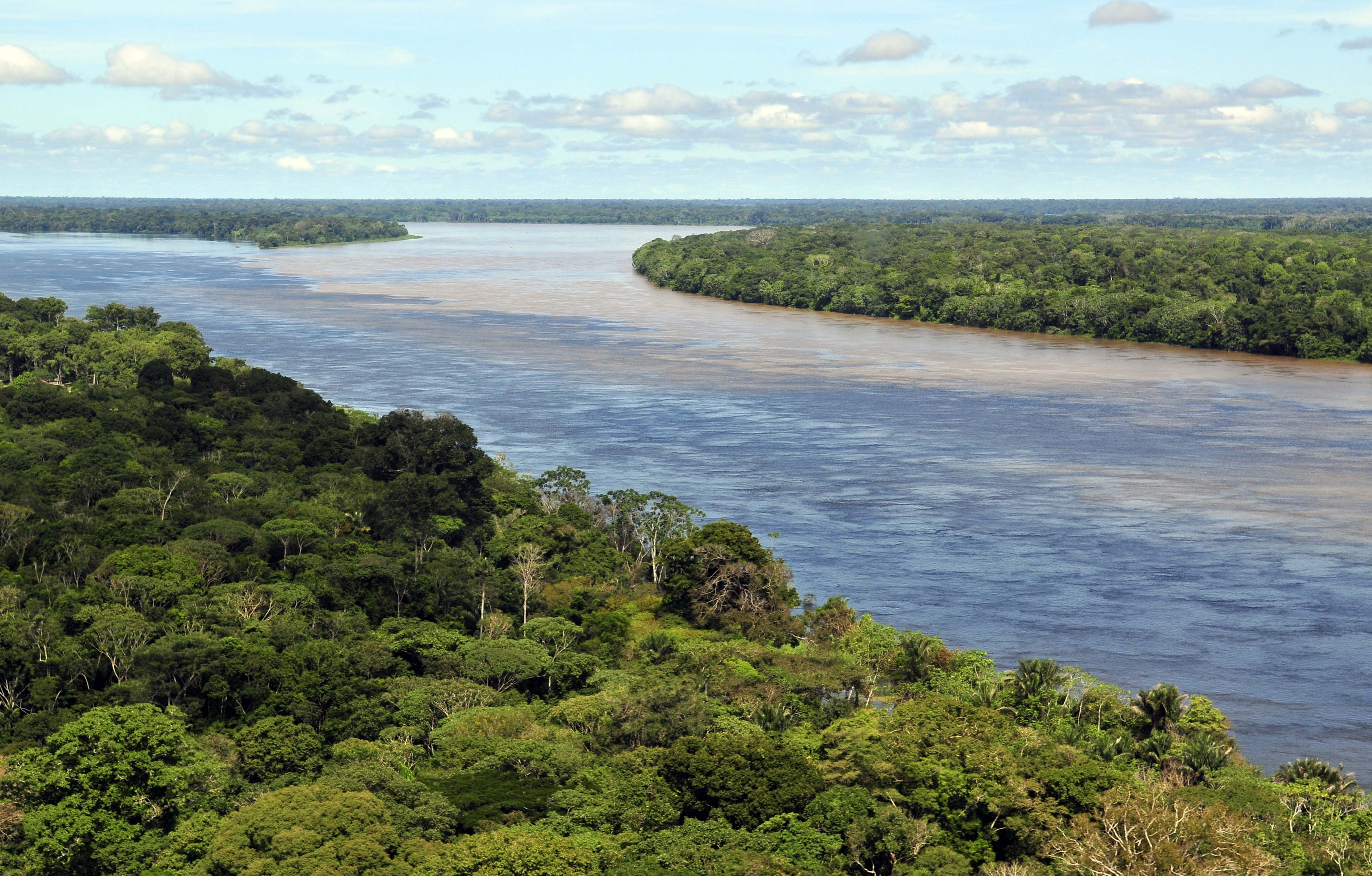
Settore dell'Amazzonia brasiliana vicino a Manaus.

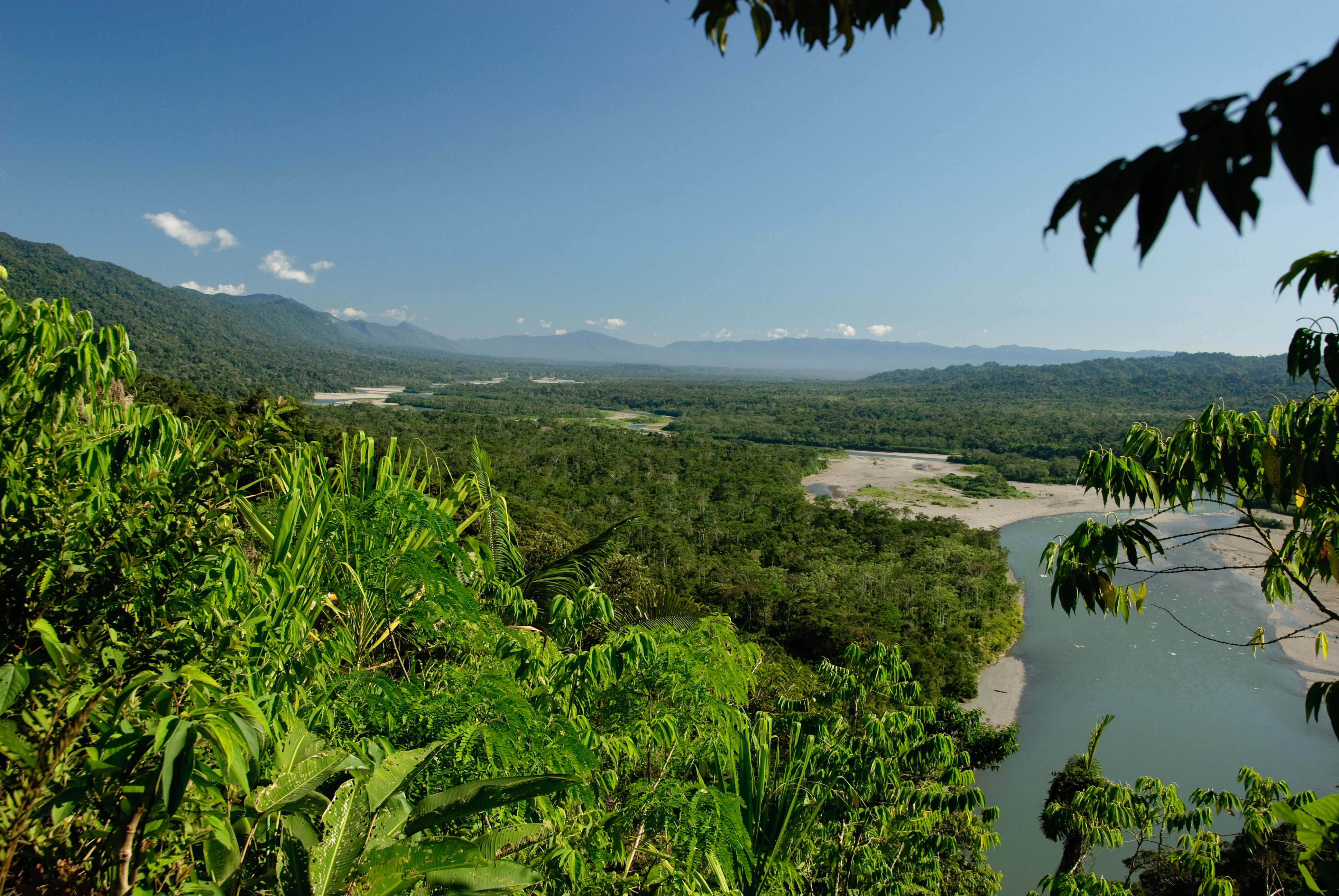
Veduta del parco nazionale di Manú, in Perù.

La foresta amazzonica si formò probabilmente durante l'Eocene, a seguito della diminuzione su scala globale delle temperature tropicali, dopo che l'oceano Atlantico era diventato grande abbastanza da rendere possibile un clima caldo-umido nel bacino amazzonico. La foresta tropicale esiste da almeno 55 milioni di anni; la maggior parte della regione rimase libera da biomi simili alla savana almeno fino all'ultima era glaciale.
A seguito dell'estinzione del Cretaceo-Paleogene, la scomparsa dei dinosauri e il clima più umido potrebbero aver consentito alla foresta tropicale di estendersi attraverso il continente. Tra 66 e 34 milioni di anni fa, la foresta raggiunse i 45° sud. Le variazioni climatiche avvenute durante gli ultimi 34 milioni di anni permisero alle aree di savana di estendersi fino ai tropici. Ad esempio, durante l'Oligocene, al di sopra dei 15° nord esisteva solo una fascia forestale relativamente stretta. Durante il Miocene medio la foresta si espanse nuovamente, per poi ritirarsi in gran parte verso l'interno nell'ultima era glaciale. Tuttavia, anche durante questo periodo, la foresta ha continuato a prosperare, consentendo la sopravvivenza e l'evoluzione di innumerevoli specie.
Si ritiene che il bacino del Rio delle Amazzoni sia stato diviso, all'interno del continente, dal cosiddetto «arco di Purus» durante il Miocene medio. Le acque sul versante orientale di esso defluirono verso l'Atlantico, mentre quelle del lato occidentale defluivano attraverso il bacino amazzonico verso il Pacifico. A seguito della formazione delle Ande, le acque del bacino formarono allora un enorme lago, noto come bacino del Solimões. Negli ultimi cinque-dieci milioni di anni, le masse d'acqua riuscirono ad aprirsi un varco verso est sfondando l'arco di Purus e si andarono ad unire ai corsi d'acqua orientali formando l'attuale Rio delle Amazzoni, che defluisce nell'Atlantico.
È stato dimostrato che negli ultimi 21.000 anni, durante l'ultimo massimo glaciale e il successivo scioglimento dei ghiacciai, avvennero cambiamenti significativi nella vegetazione della foresta tropicale amazzonica. L'analisi dei depositi di sedimenti dei paleo-laghi nel bacino amazzonico suggerisce che durante l'ultima era glaciale le precipitazioni fossero inferiori rispetto a quelle odierne, e molto probabilmente questo provocò una riduzione della vegetazione tropicale igrofila nella regione. È ancora oggetto di discussione, comunque, quanto sia stato grande tale declino. Alcuni scienziati ritengono che la foresta tropicale si ridusse a piccoli e isolati refugia separati da zone boschive aperte e praterie; altri, al contrario, ritengono che la foresta pluviale sia rimasta in gran parte intatta, ma non abbia potuto raggiungere i suoi attuali limiti settentrionali, meridionali e orientali. Finora nessuno di questi due punti di vista è riuscito a prevalere sull'altro, dal momento che nella foresta pluviale tropicale le indagini scientifiche sono possibili solo in misura limitata e pertanto sono necessari ulteriori dati riguardanti le regioni periferiche del bacino amazzonico. I dati raccolti finora, infatti, avvalorano entrambe le ipotesi.

### Sviluppi recenti

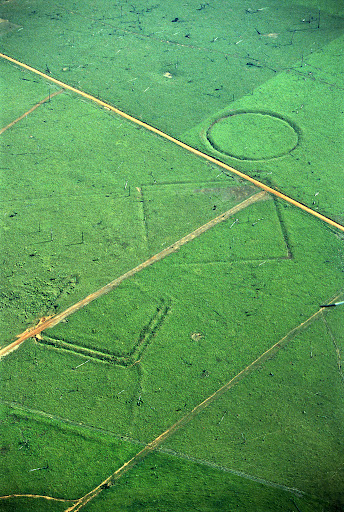
Geoglifi in un'area disboscata, in passato ricoperta dalla foresta amazzonica, nello stato di Acre, in Brasile.

Gli scavi archeologici effettuati nella grotta di Pedra Pintada suggeriscono che gli esseri umani hanno vissuto nella regione amazzonica per almeno 11 200 anni. Successivamente, a partire dal 1250 d.C., nelle regioni periferiche dell'Amazzonia furono creati insediamenti che provocarono alterazioni nel manto forestale.
Le tracce più antiche della presenza umana risalgono a 13.000 anni fa e sono stati scoperti dai rilievi stratigrafici dell'Università di Exeter in località Serrania de la Lindosa, vicino al fiume Orinoco, in Colombia. Si tratta di una popolazione di cacciatori di piccole prede e raccoglitori che realizzò dipinti rupestri a carattere religioso-funebre in ocra rossa.
Per molto tempo si è ipotizzato che la foresta pluviale amazzonica fosse stata sempre scarsamente popolata, dal momento che i suoli poveri di nutrienti non adatti all'agricoltura non avrebbero consentito la presenza di una popolazione numerosa. Una dei principali portavoce di questa opinione è stata l'archeologa Betty Meggers, che presentò le sue ricerche nel libro Amazonia: Man and Culture in a Counterfeit Paradise. La studiosa sosteneva che la foresta pluviale amazzonica avrebbe consentito l'esistenza solamente a gruppi di cacciatori con una densità di popolazione non superiore agli 0,2 abitanti per chilometro quadrato, dato che solamente l'agricoltura avrebbe potuto consentire una densità di popolazione maggiore. Recenti scoperte antropologiche, tuttavia, indicano che la regione amazzonica era più densamente popolata. Intorno al 1500 in Amazzonia avrebbero potuto vivere circa 5 milioni di persone, sparse tra aree costiere densamente popolate come l'isola di Marajó e l'entroterra. Nel 1900, questa popolazione si era ridotta ad appena un milione di nativi circa, scesi a meno di 200.000 nei primi anni '80.
Il primo europeo a percorrere il corso del Rio delle Amazzoni nel 1542 fu lo spagnolo Francisco de Orellana. Il cronista dell'impresa, il frate domenicano Gaspar de Carvajal, scrisse: «Tutto questo mondo nuovo [...] è abitato da barbari di diverse province e nazioni [...] Sono più di centocinquanta, ognuna con una sua lingua, immense e densamente popolate come le altre che abbiamo visto durante il viaggio». Per molto tempo gli studiosi hanno ritenuto queste affermazioni delle semplici esagerazioni, ma nel corso del programma Unnatural Histories della BBC sono state presentate prove dell'esistenza di una florida civiltà che fioriva lungo il Rio delle Amazzoni negli anni '40 del XVI secolo. Questa fu probabilmente decimata a causa delle malattie infettive trasmesse dagli europei, come il vaiolo. A partire dagli anni '70 del XX secolo, diversi geoglifi risalenti ad un periodo compreso tra l'anno 0 e il 1250 d.C. sono stati scoperti in aree disboscate, facendo supporre l'esistenza nella regione di civiltà precolombiane piuttosto progredite. Al geografo brasiliano Alceu Ranzi viene generalmente attribuita la prima scoperta di geoglifi durante un sorvolo dello stato brasiliano di Acre. Inoltre gli studiosi hanno recentemente dimostrato che la foresta pluviale amazzonica non è una regione selvaggia incontaminata, ma è stata modellata dagli esseri umani per almeno 11 000 anni attraverso la creazione di giardini forestali e di terreni arricchiti artificialmente (terra preta).
La terra preta è presente su vaste aree della foresta amazzonica ed è oggi ampiamente accettato che sia il risultato della gestione del territorio da parte delle comunità indigene. Tali terreni fertili hanno consentito l'agricoltura e la selvicoltura in condizioni naturali altrimenti sfavorevoli, il che significa che gran parte della foresta pluviale amazzonica è il frutto di centinaia di anni di intervento umano piuttosto che, come si pensava in precedenza, il risultato di un processo naturale. Nel 2003, un gruppo di ricercatori dell'Università della Florida guidato da Michael Heckenberger ha scoperto i resti di grandi insediamenti nel mezzo della foresta amazzonica nell'area abitata dagli indigeni xingu. Fra questi figuravano resti di strade, ponti e grandi piazze. La presenza di antichi insediamenti complessi, risalenti a un periodo che va dal 500 a.C. al 300-500 d.C., nella valle del fiume Upano in Ecuador, è stata confermata per mezzo dell'utilizzo del LIDAR a gennaio 2024.

### Etimologia
Dalla relazione che fu scritta dal cappellano della spedizione Gaspar de Carvajal il 22 aprile del 1542, sul diario del suo viaggio in Amazzonia, racconta che gli spagnoli combatterono contro i Tapuyas, tribù nelle cui file militavano anche le donne. Francisco de Orellana chiamò il fiume Rio delle Amazzoni, perché le donne guerriere gli ricordarono le antiche Amazzoni dell'Asia e dell'Africa, descritte da Erodoto e Diodoro Siculo, nella mitologia greca.

## Caratteristiche
Nota anche come Polmone verde della Terra per la sua estensione e importanza, costituisce più della metà delle foreste tropicali rimaste al mondo e ospita una biodiversità maggiore di qualsiasi altra foresta tropicale; è uno dei sei principali biomi del Brasile, e costituisce circa il 49.4% del territorio brasiliano, coprendo tre delle cinque regioni statistiche del Paese (Nord, Nord-est e Centro-Ovest). Un'area di 52000 km² della foresta pluviale dell'Amazzonia centrale, che comprende il parco nazionale di Jaú, è stata dichiarata Patrimonio dell'Umanità dall'UNESCO nel 2000 (con un ampliamento nel 2003). Un'altra area protetta situata entro i suoi confini è quella della Serranía de Chiribiquete, che, con i suoi 40 000 chilometri quadrati di estensione, è il parco nazionale di foresta pluviale più grande al mondo, dichiarato anch'esso Patrimonio dell'umanità dall'UNESCO. La foresta amazzonica è stata inoltre inserita al primo posto delle Nuove sette meraviglie del mondo naturali.
Dal punto di vista socio-geografico, il settore di bacino amazzonico appartenente al Brasile viene assegnato alla cosiddetta «Amazzonia legale». Ai fini dello sviluppo economico della regione, nel 1966 è stata creata la «Sovrintendenza dello Sviluppo dell'Amazzonia» (SUDAM).
La sopravvivenza a lungo termine della foresta pluviale amazzonica nell'Antropocene collide con gli interessi dell'industria mineraria e dell'agricoltura industriale, sempre più pressanti: la foresta pluviale brasiliana si è ridotta di ben 7900 km² a causa della deforestazione, una superficie corrispondente a oltre un milione di campi da calcio, solamente tra l'agosto 2017 e il luglio 2018.

### Clima
La regione amazzonica è caratterizzata da un clima umido equatoriale con temperature elevate (media annuale intorno ai 26 °C) e umidità relativa elevata (83%).

## Ambiente

### Biodiversità
Le foreste pluviali sono in genere molto ricche in termini di specie diverse di fauna e flora; nelle foreste tropicali dell'America si trova una maggiore biodiversità rispetto alle corrispondenti foreste in Africa e in Asia, rendendo l'area Amazzonica di valore biologico inestimabile.
Si stima che nella regione vivano circa 100 000 specie di invertebrati tra cui 2,5 milioni specie di insetti, 3 000 specie di pesci, 1 300 specie di uccelli (si pensa che un quinto di tutti gli uccelli viva nella foresta amazzonica), 427 specie di mammiferi, 400 specie di anfibi e 378 specie di rettili e sono state classificate almeno 60 000 specie di piante. Gli scienziati hanno descritto fra le 96 669 e 128 843 specie di invertebrati solo in Brasile.
Ogni anno vengono scoperte centinaia di nuove specie nella foresta amazzonica. In particolare tra il 2014 e il 2015 sono state scoperte 381 nuove specie, delle quali: 216 piante, 93 pesci, 32 anfibi, 20 mammiferi (due fossili), 19 rettili e un uccello.
Alcune delle ultime specie scoperte in Amazzonia sono:
- la specie di delfino rosa Inia araguaiaensis[32]
- la scimmia dalla coda di fuoco Plecturocebus miltoni[32]
- gli uccelli Zimmerius chicomendesi, Nystalus obamai, Hypocnemis rondoni e Tolmomyias sucunduri[32]
- la razza d'acqua dolce Potamotrygon limai[32]
- sei specie di pesce gatto, tra cui Ancistrus saudades e Ancistrus leoni[33]

Mentre il numero di nuove specie scoperte in Amazzonia aumenta, si sospetta l'estinzione di specie già scoperte o non scoperte, a causa dell'azione distruttiva del disboscamento portato avanti dall'uomo. Una di tali specie dichiarata possibilmente estinta è ad esempio l'Ara di Spix.
Oltre alla deforestazione, la biodiversità e in generale il ruolo della foresta amazzonica dal punto di vista biologico ed ecologico sono minacciati dal commercio illegale di specie protette. In Amazzonia si contano più di 12 000 specie native protette dal CITES.

### Vegetali
Una lista di piante della foresta amazzonica:
- Annonaceae
- Apocynaceae
  - Aspidosperma
    - Aspidosperma oblongum A.DC.

  - Hancornia
    - Hancornia speciosa Gomes
- Arecaceae
  - Aphandra
    - Aphandra natalia (Balslev & A.J.Hend.) Barfod

  -  Astrocaryum
    - Astrocaryum chambira Burret
    - Astrocaryum faranae F.Kahn. & E.Ferreira
    - Astrocaryum ferrugineum F.Kahn. & B.Millán
    - Astrocaryum jauari Mart.
    - Astrocaryum murumuru Mart.
    - Astrocaryum vulgare Mart.

  - Attalea
    - Attalea maripa (Aubl.) Mart.
    - Attalea speciosa

  - Bactris
    - Bactris gasipaes Kunth

  - Chamaedorea
    - Chamaedorea pinnatifrons

  -  Chelyocarpus
    - Chelyocarpus ulei

  - Desmoncus
    - Desmoncus giganteus
    - Desmoncus mitis

  - Dictyocaryum
    - Dictyocaryum ptarianum

  - Euterpe
    - Euterpe oleracea Mart.
    - Euterpe precatoria
    - Euterpe longevaginata

  - Hyospathe
    - Hyospathe elegans

  - Iriartea
    - Iriartea deltoidea

  - Iriartella
    - Iriartella stenocarpa

  - Leopoldinia
    - Leopoldinia piassaba Wallace

  - Lepidocaryum
    - Lepidocaryum tenue

  - Oenocarpus
    - Oenocarpus bacaba Mart.
    - Oenocarpus balickii
    - Oenocarpus bataua

  - Socratea
    - Socratea exorrhiza Mart.
    - Socratea salazari

  - Syagrus
    - Syagrus smithii

  - Wettinia
    - Wettinia augusta
- Bromeliaceae
  - Aechmea
    - Aechmea chantinii (Carrière) Baker
    - Aechmea rodriguesiana (= Aechmea meeana E.Pereira & Reitz)
- Chrysobalanaceae
  - Acioa
    - Acioa edulis Prance

  - Couepia
    - Couepia longipendula

  - Licania
    - Licania rigida
- Clusiaceae
  - Platonia
    - Platonia insignis Mart. (= Aristoclesia esculenta Stuntz) - Bakury
- Euphorbiaceae
  - Alchornea
    - Alchornea castaneifolia (Bonpl. ex Willd.) A.Juss. - Iporuru
    - Alchornea triplinervia (Spreng.) Müll.Arg.

  - Croton
    - Croton lanjouwensis

  - Hevea
    - Hevea brasiliensis Müll.Arg. - Pará rubber tree

  - Hura
    - Hura crepitans L. (= Hura brasiliensis Wild.)

  - Manihot
    - Manihot esculenta - Manioc

  - Micrandropsis
    - Micrandropsis scleroxylon
- Fabaceae
- Caesalpinioideae
  - Vouacapoua
    - Vouacapoua americana Aubl.
- Heliconiaceae
  - Heliconia
    - Heliconia burle-marxii Emygdio
- Lecythidaceae
  - Allantoma
    - Allantoma lineata Miers

  - Couroupita
    - Couroupita guianensis Aubl.
- Malpighiaceae
  - Tetrapterys
  - + Tetrapterys methystica R.E.Schult.
- Malvaceae
  - Apeiba
    - Apeiba albiflora Ducke

  - Quararibea
    - Quararibea cordata Vischer
- Meliaceae
  -  Carapa
    - Carapa guianensis Aubl.
- Myrtaceae
  - Eugenia
    - Eugenia stipitata McVaugh - Araza
- Olacaceae
  - Minquartia
    - Minquartia guianensis Aublet
- Orchidaceae
  - Cattleya
    - Cattleya violacea
- Rubiaceae
  - Cinchona
    - Cinchona officinalis L.

Le seguenti specie di vegetali dell'Amazzonia sono state indicate come particolarmente minacciate dal CITES:
- Caesalpinia echinata
- Corryocactus brevistylus
- Cyathea spp.
- Orchidaceae spp.
- Swietenia macrophylla

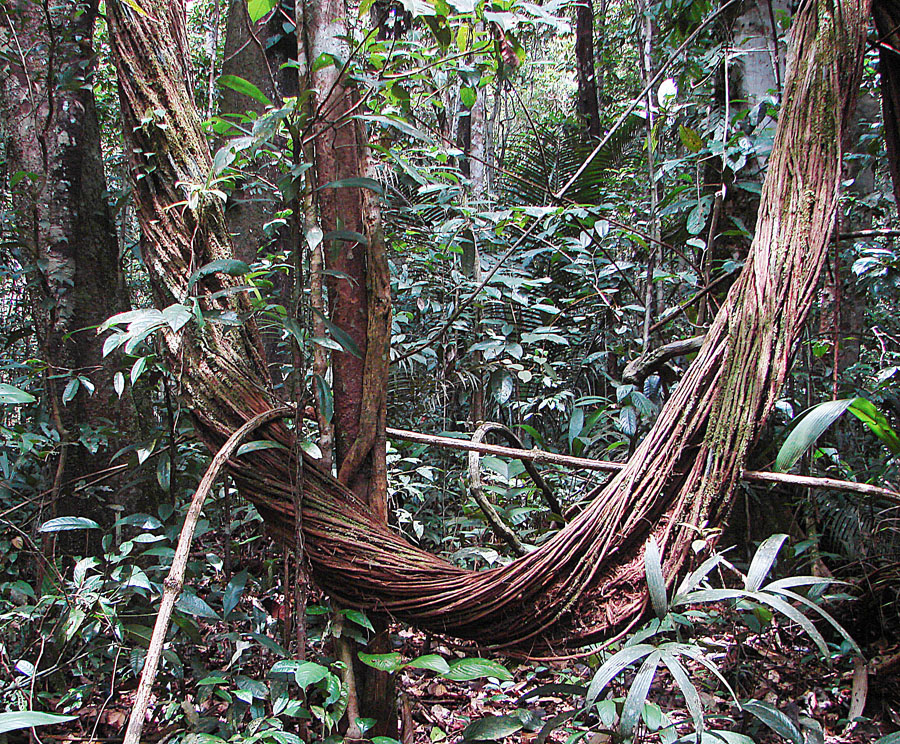
Liana
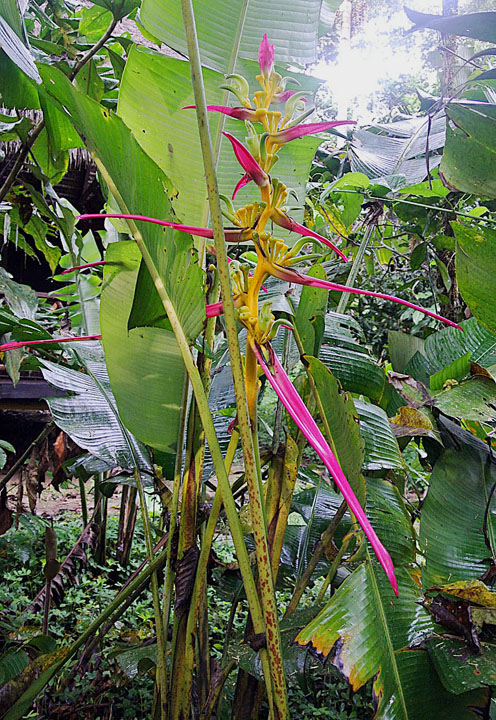
Heliconia
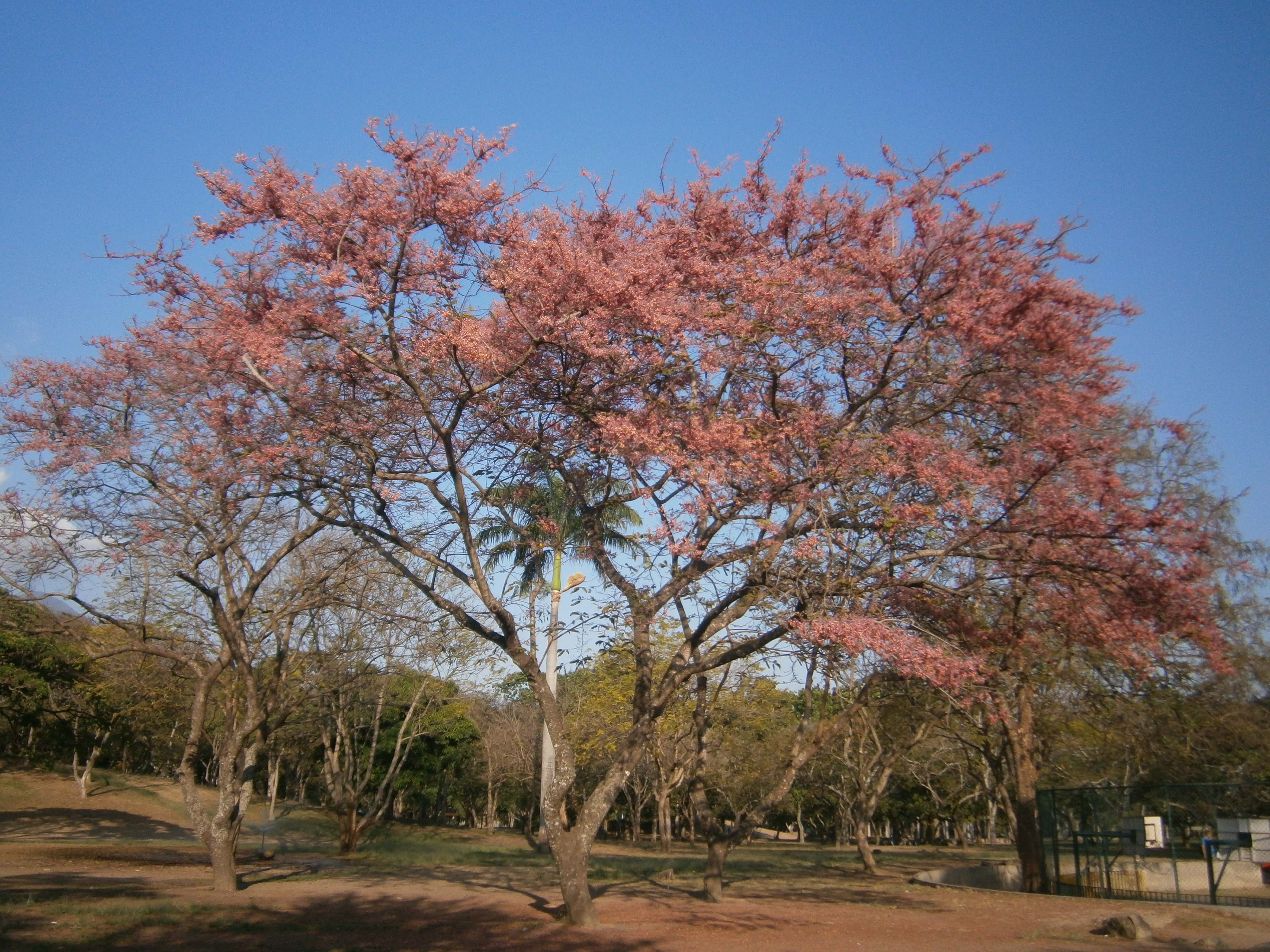
Cassia grandis
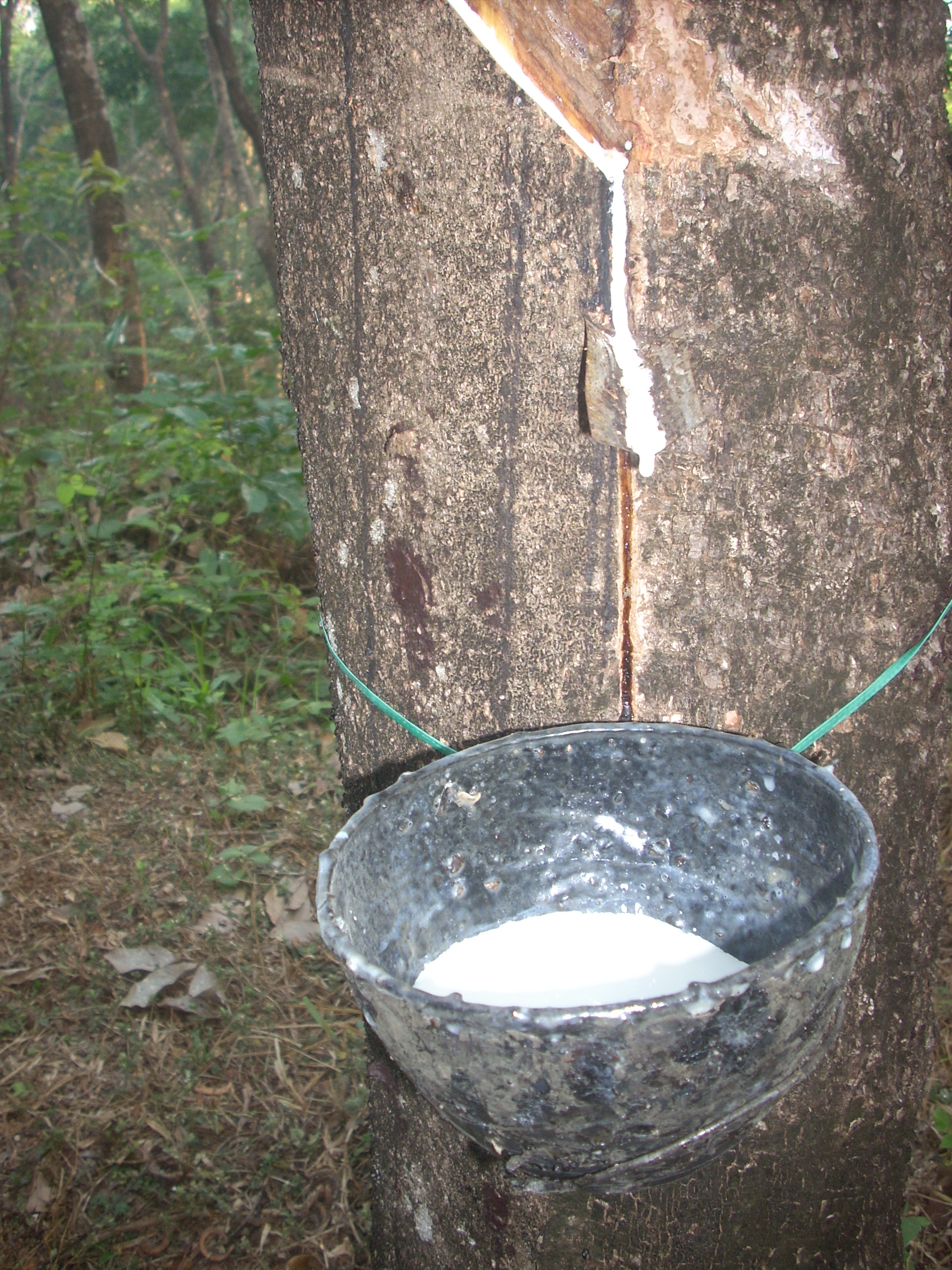
Hevea brasiliensis (albero della gomma)

### Invertebrati
Le seguenti specie di invertebrati dell'Amazzonia sono state indicate come particolarmente minacciate dal CITES:
- Lobatus gigas
- Siderastrea stellata

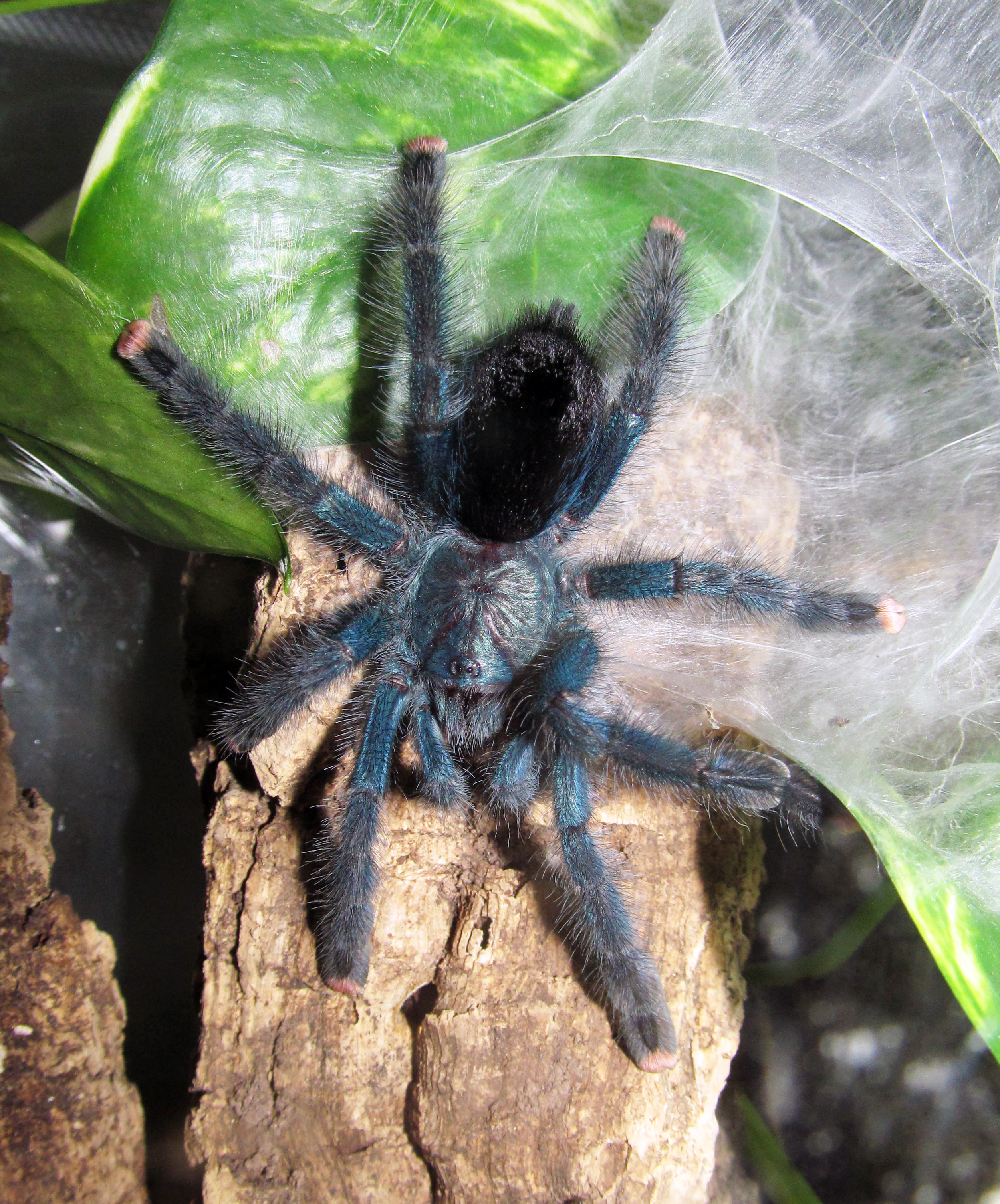
Mygalomorphae
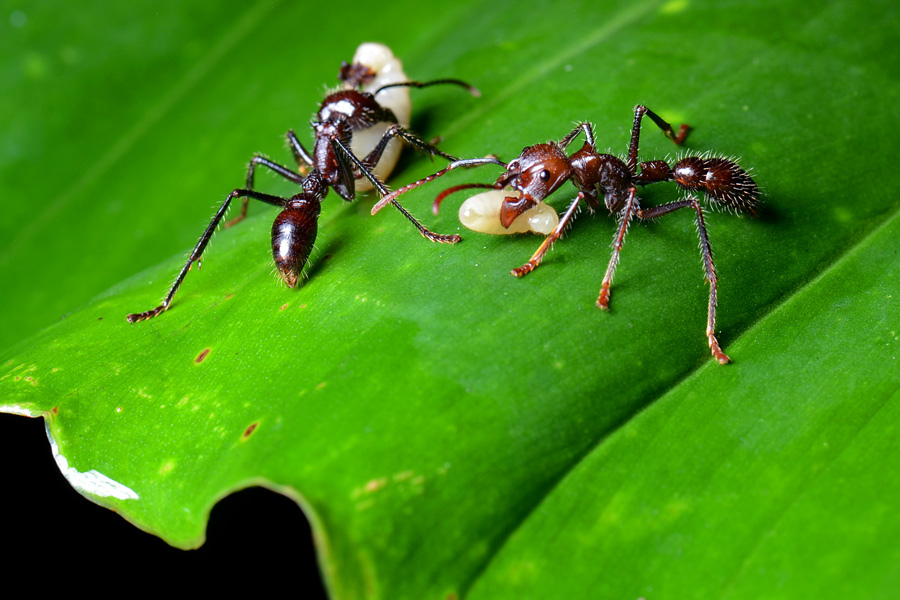
Paraponera clavata
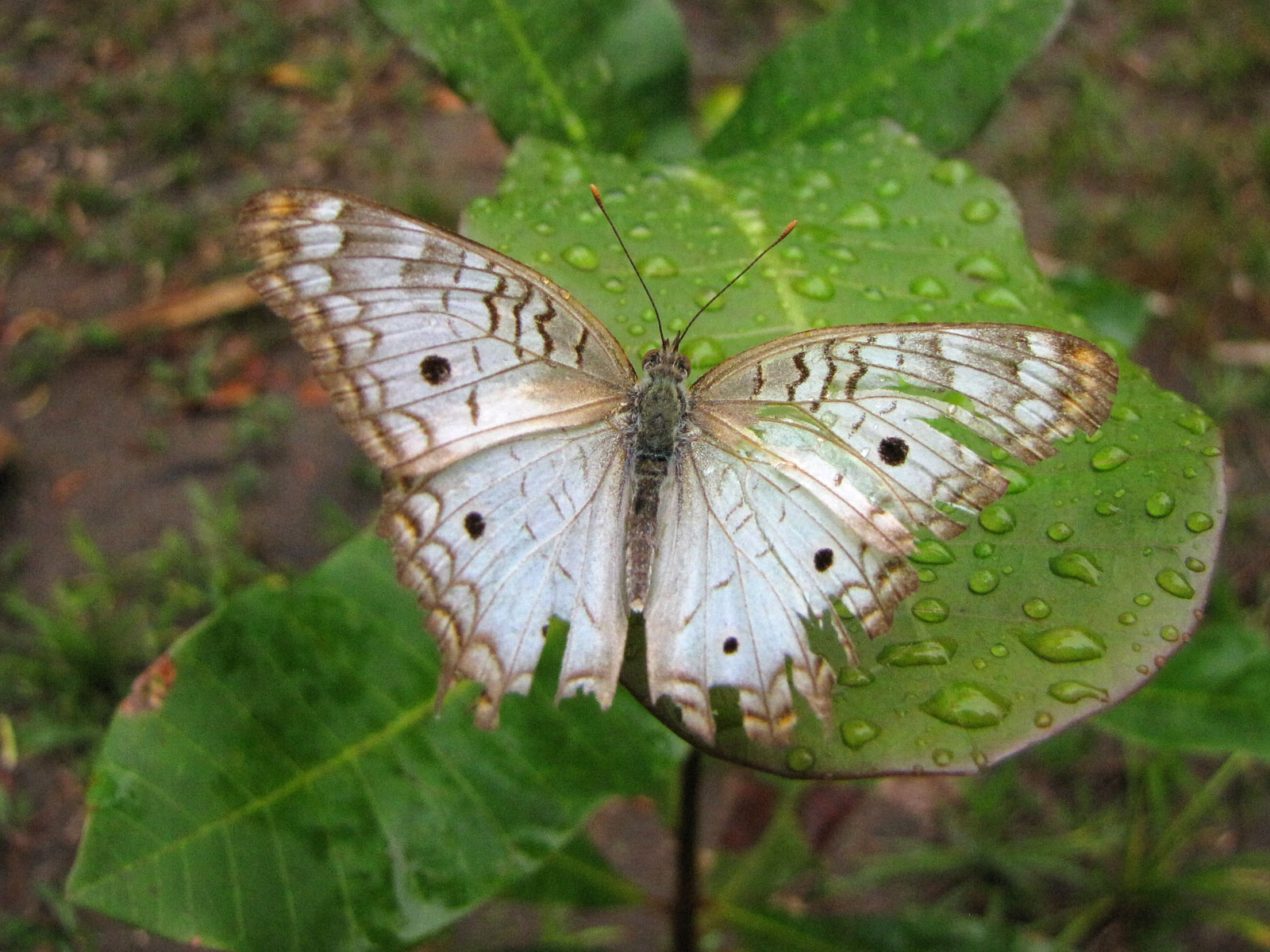
Anartia jatrophae
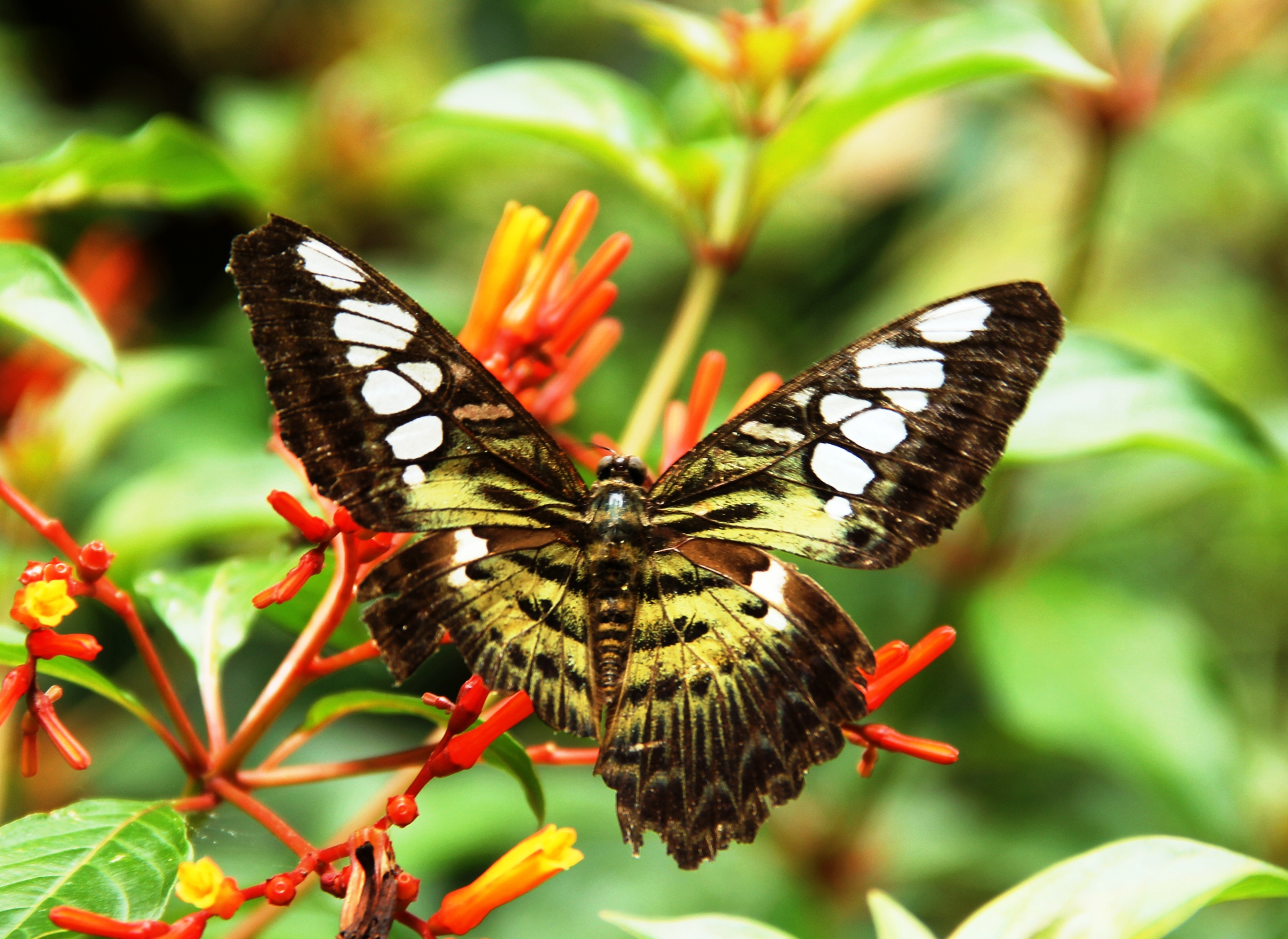
Parthenos sylvia
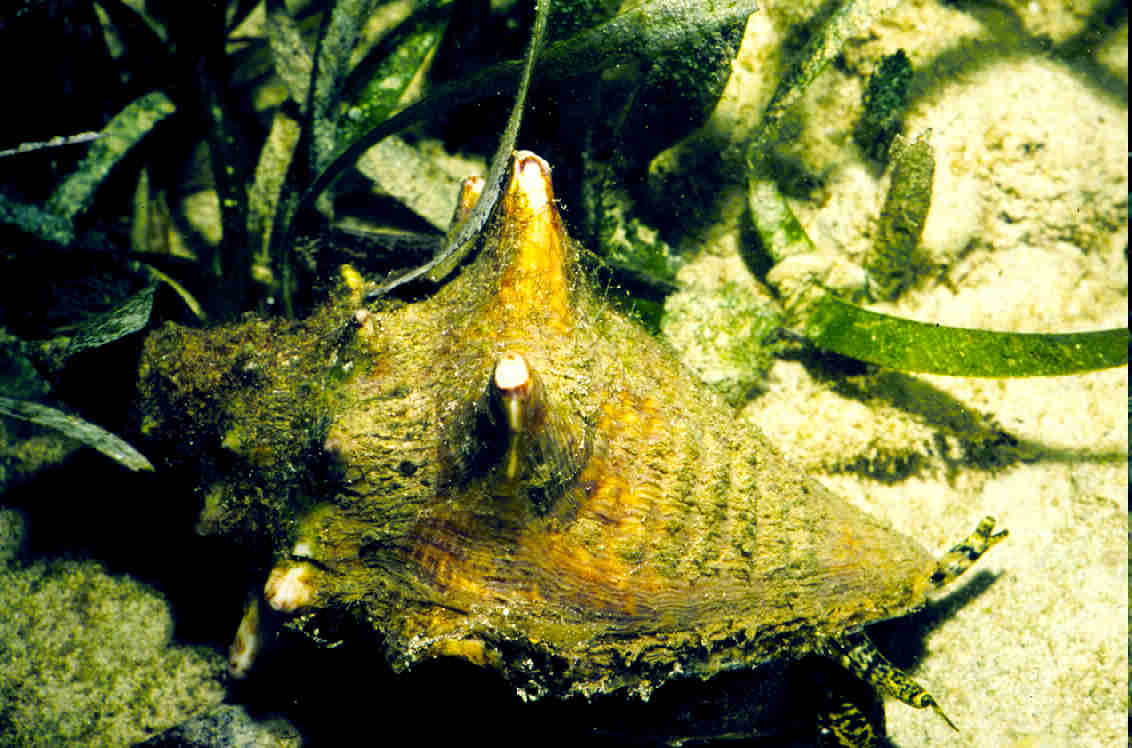
Lobatus gigas

### Pesci
Le seguenti specie di pesci dell'Amazzonia sono state indicate come particolarmente minacciate dal CITES:

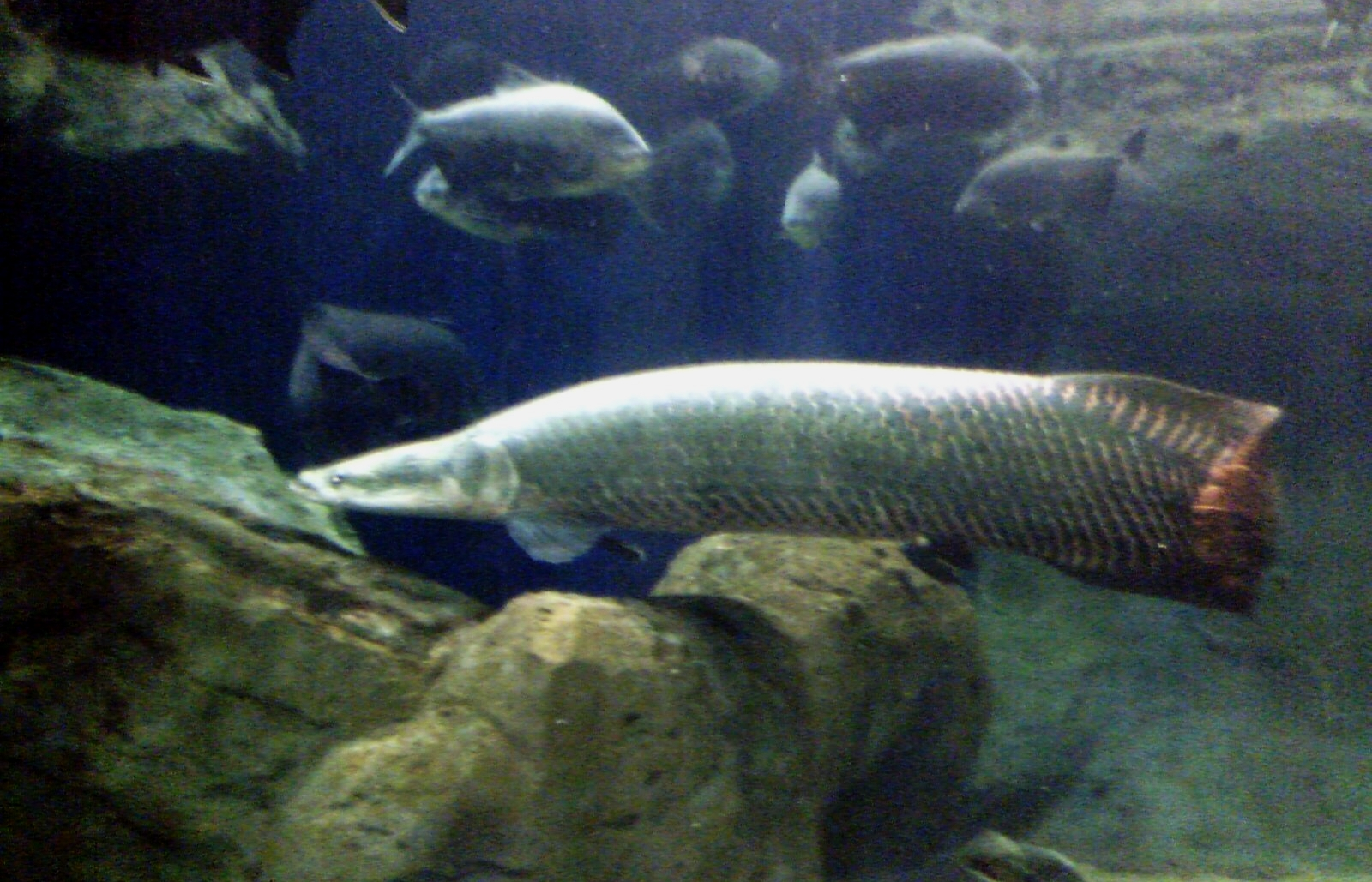
Arapaima gigas
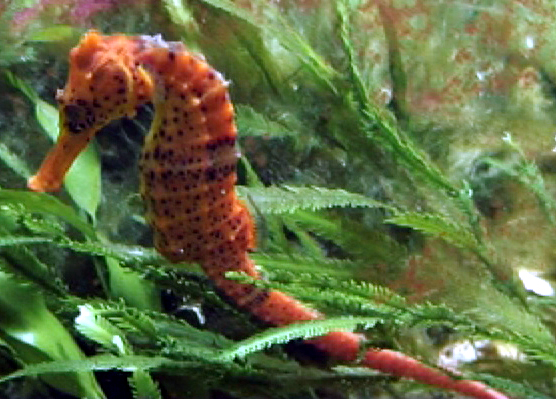
Hippocampus reidi
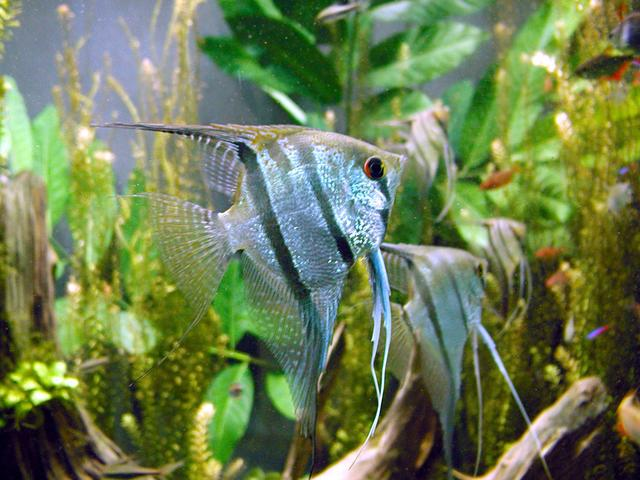
Pterophyllum scalare
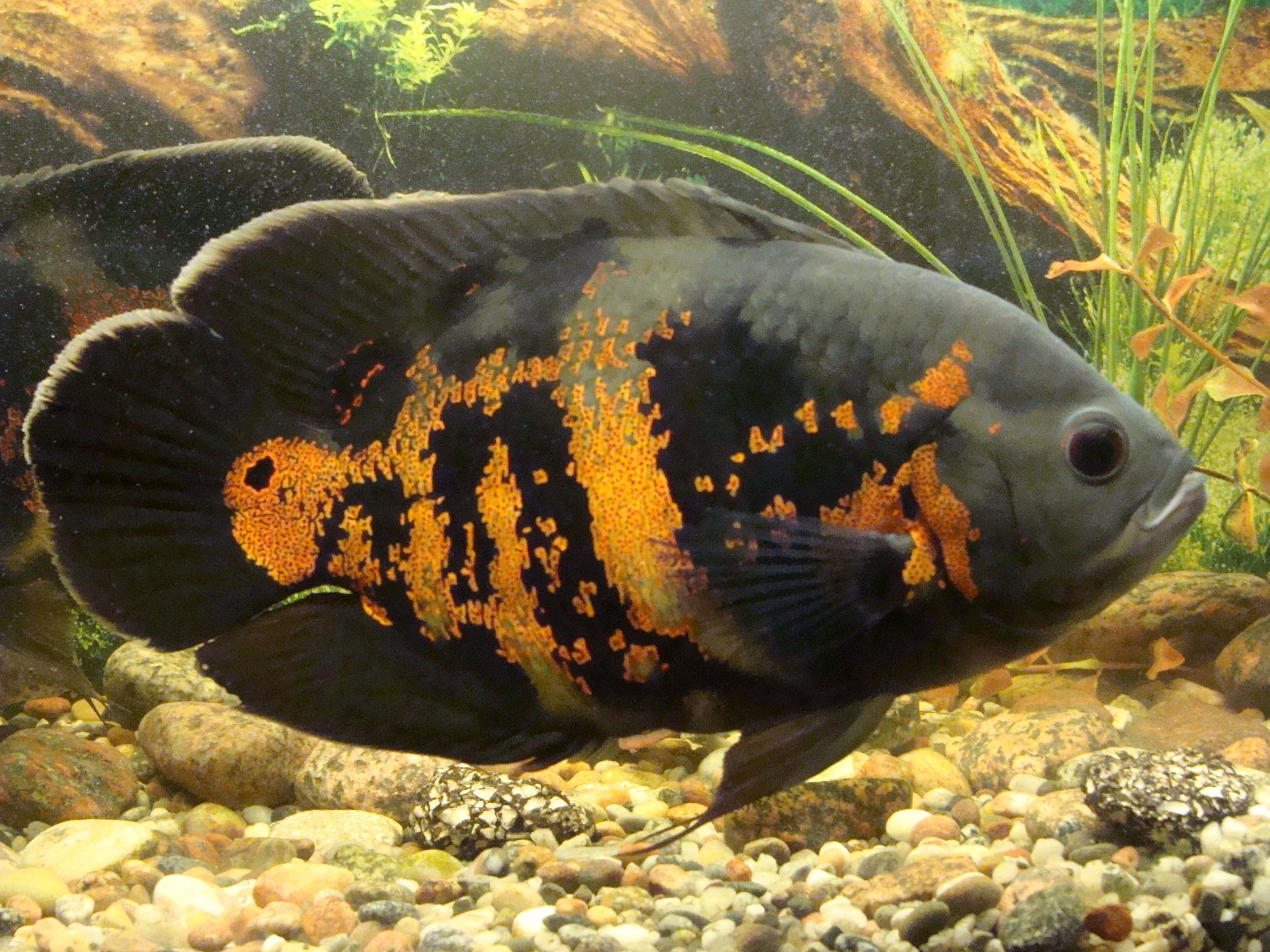
Astronotus ocellatus
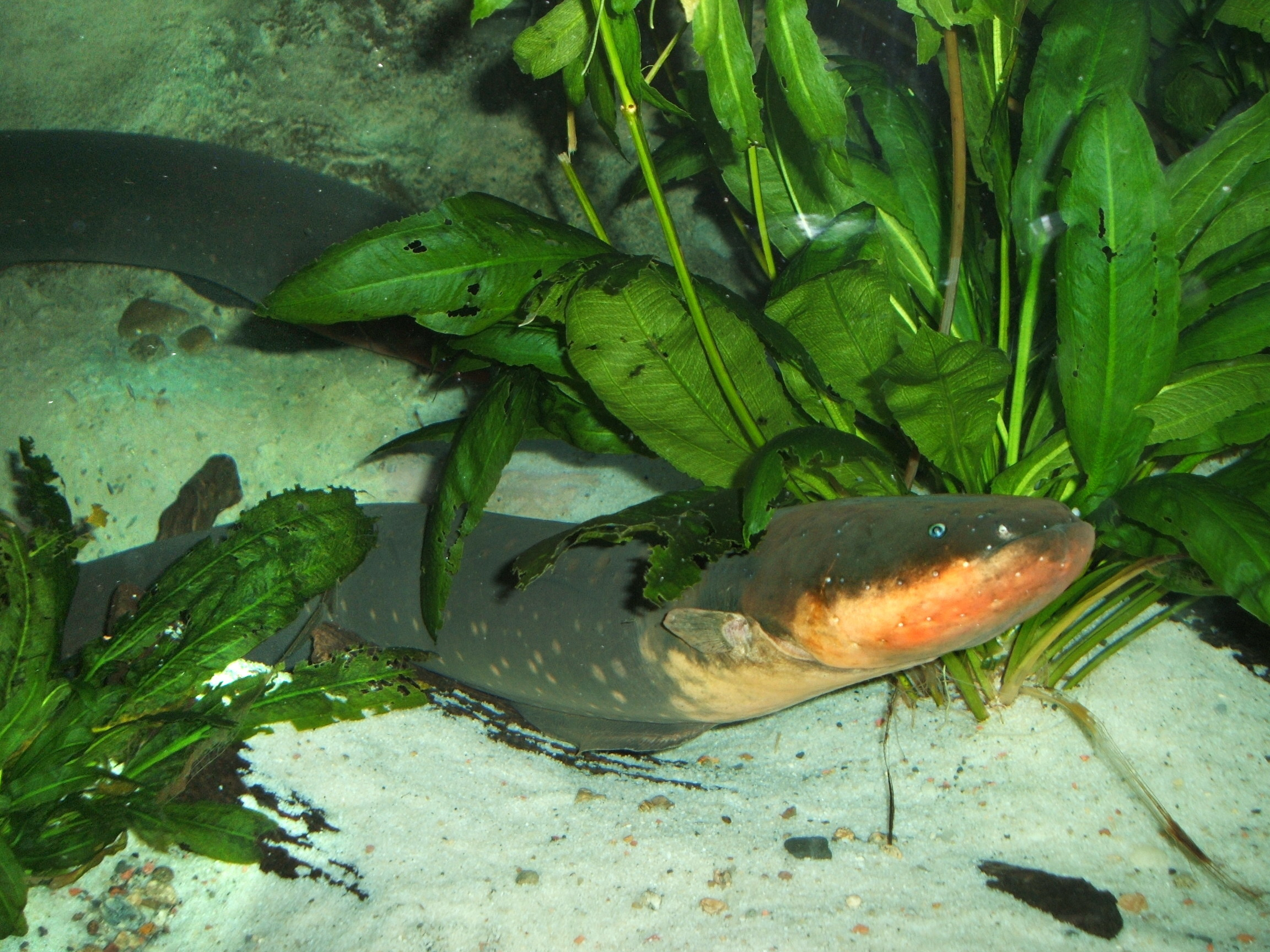
Anguilla elettrica
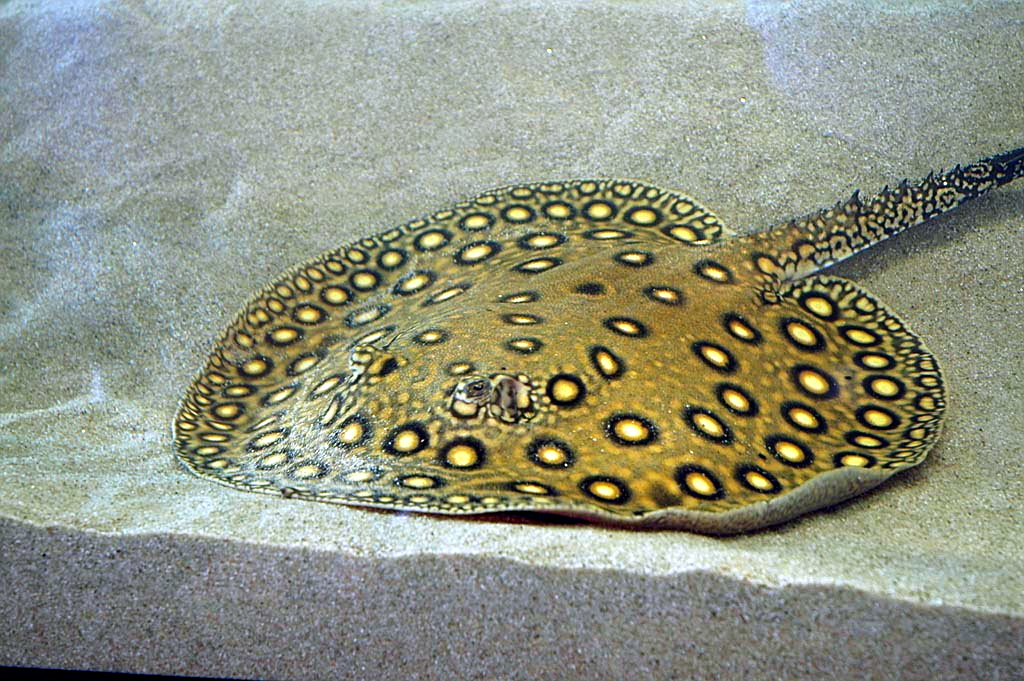
Potamotrygon motoro
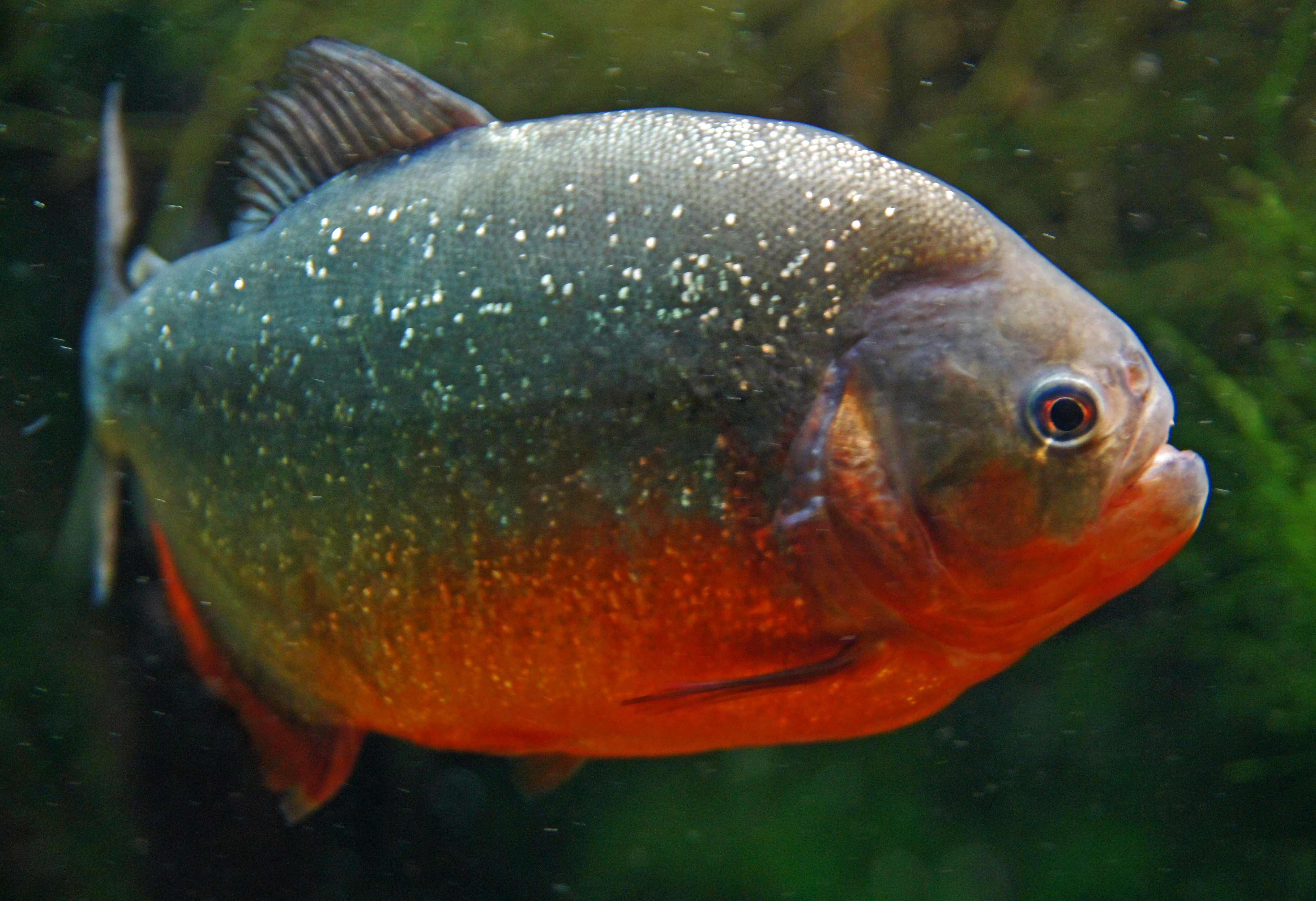
Pygocentrus

- Arapaima gigas
- Hippocampus reidi
- Pterophyllum scalare
- Astronotus ocellatus
- Anguilla elettrica
- Potamotrygon motoro
- Pygocentrus

### Anfibi
Le seguenti specie di anfibi dell'Amazzonia sono state indicate come particolarmente minacciate dal CITES:
- Dendrobates tinctorius
- Epipedobates tricolor
- Oophaga sylvatica

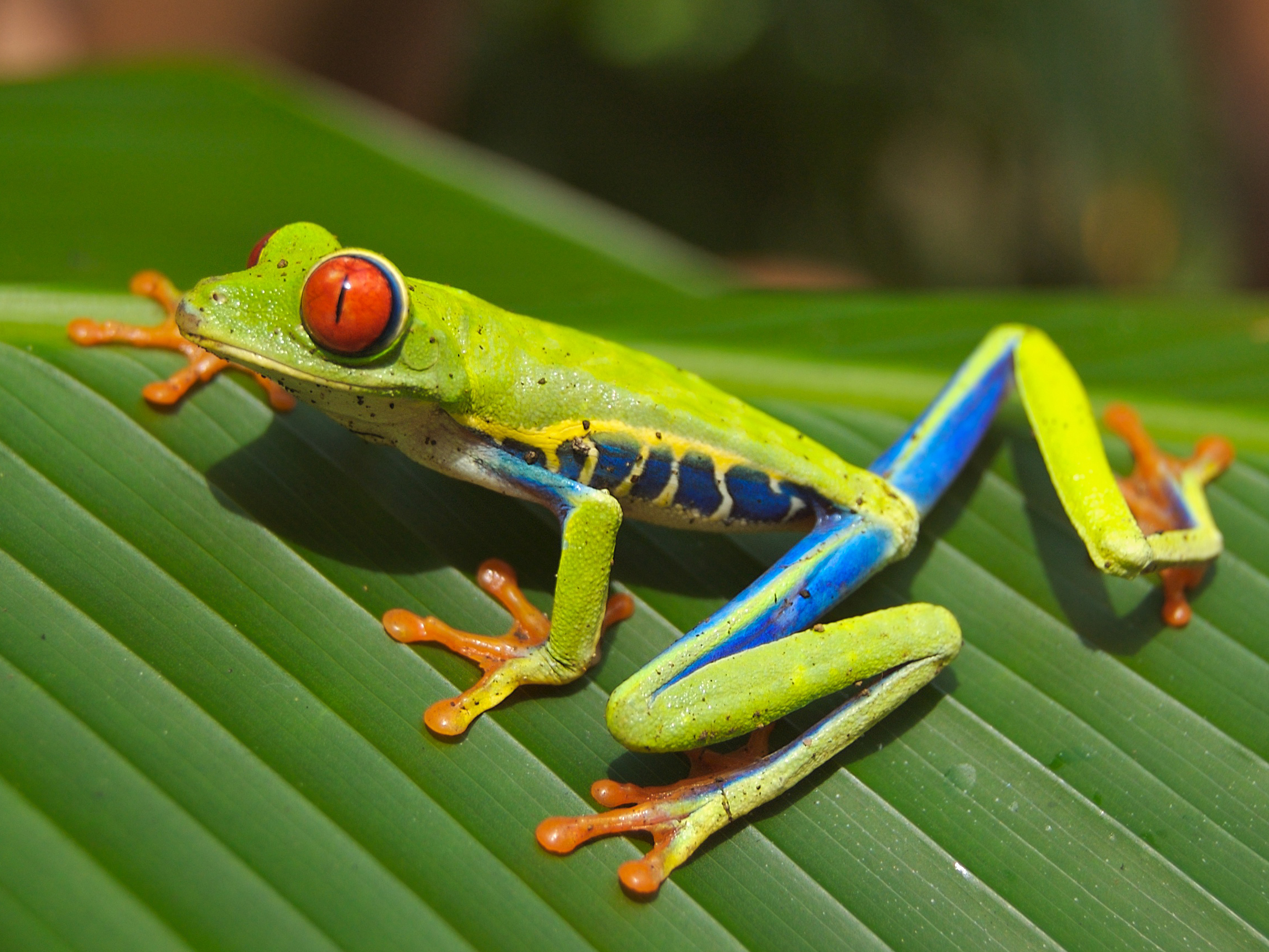
Agalychnis callidryas
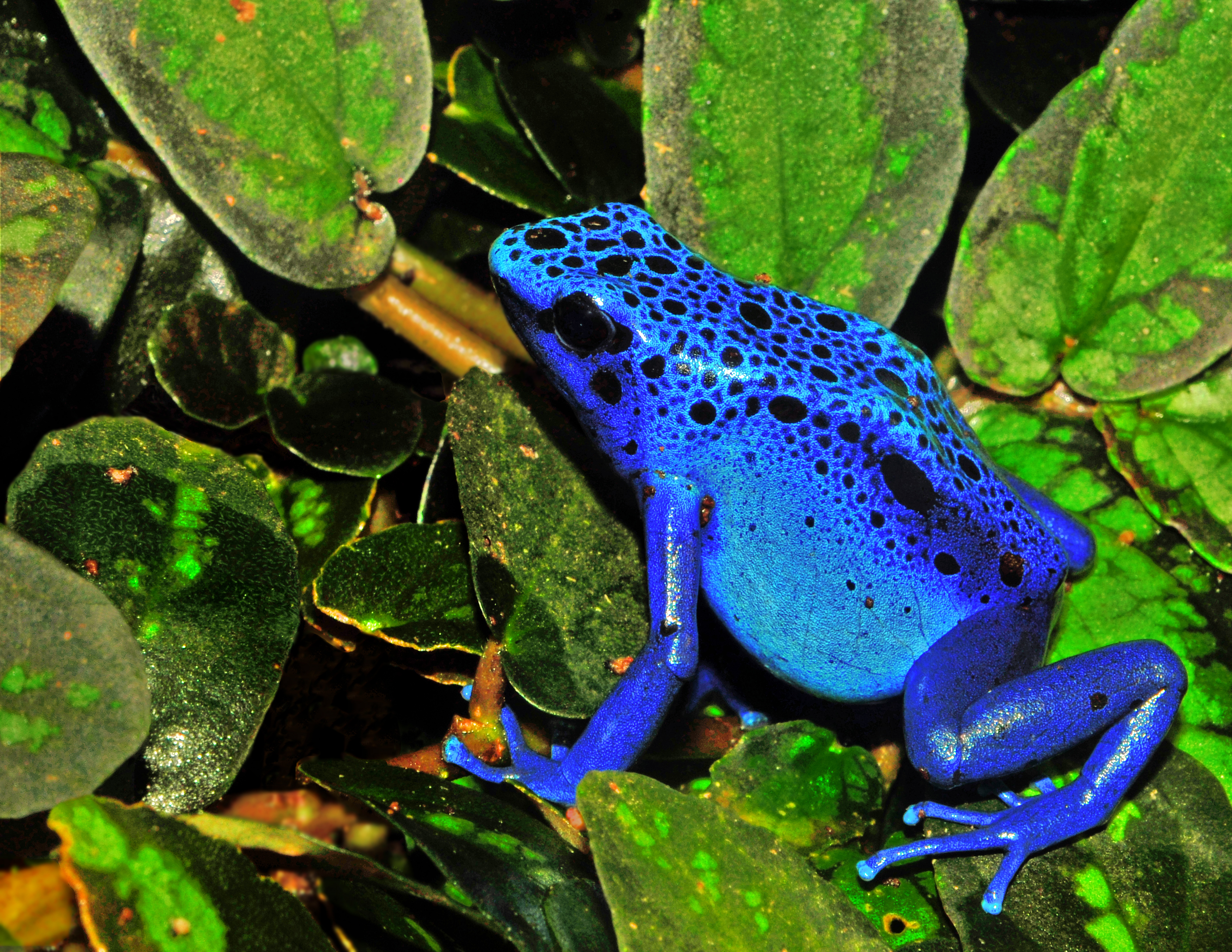
Dendrobates tinctorius "azureus"
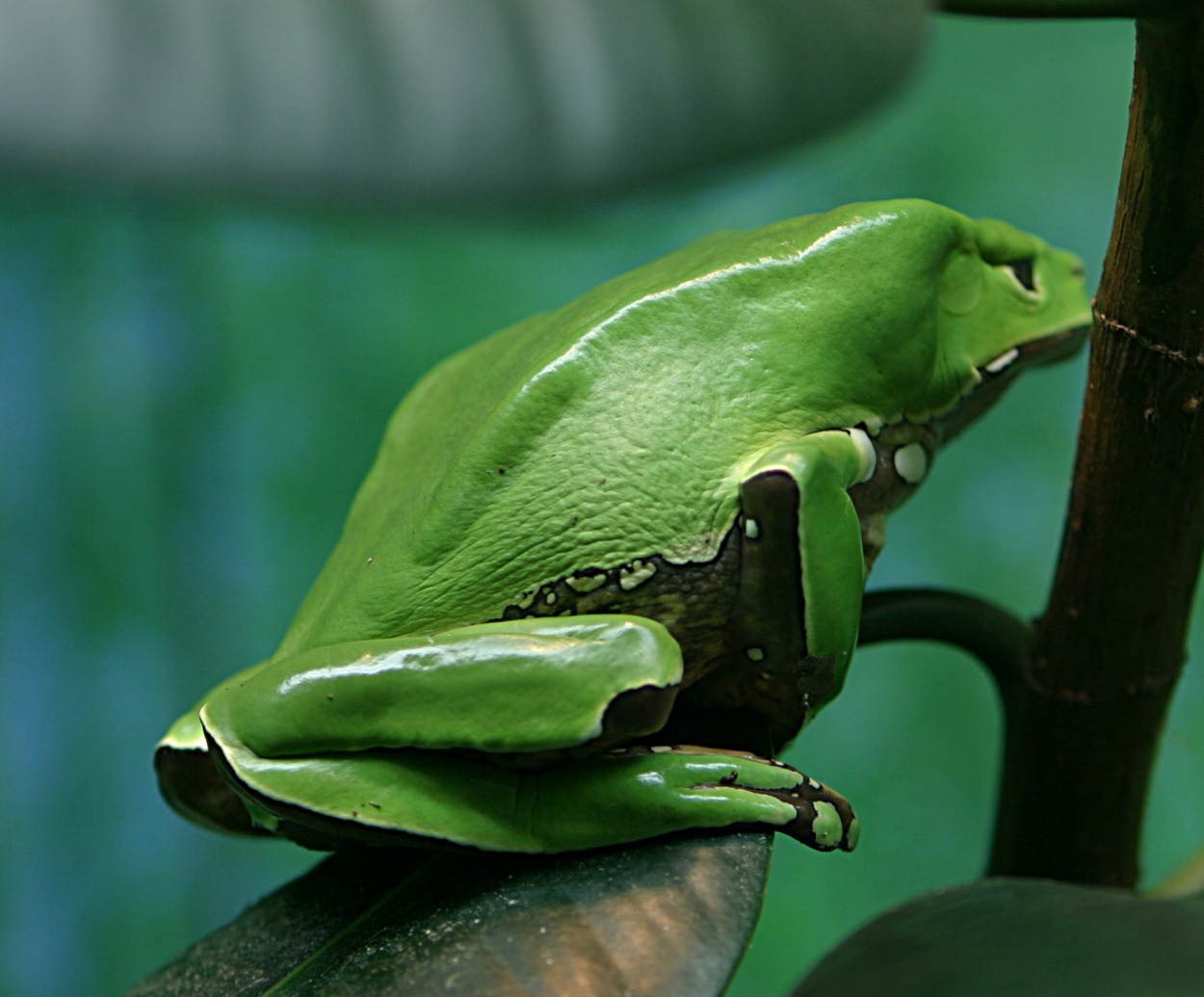
Phyllomedusa bicolor
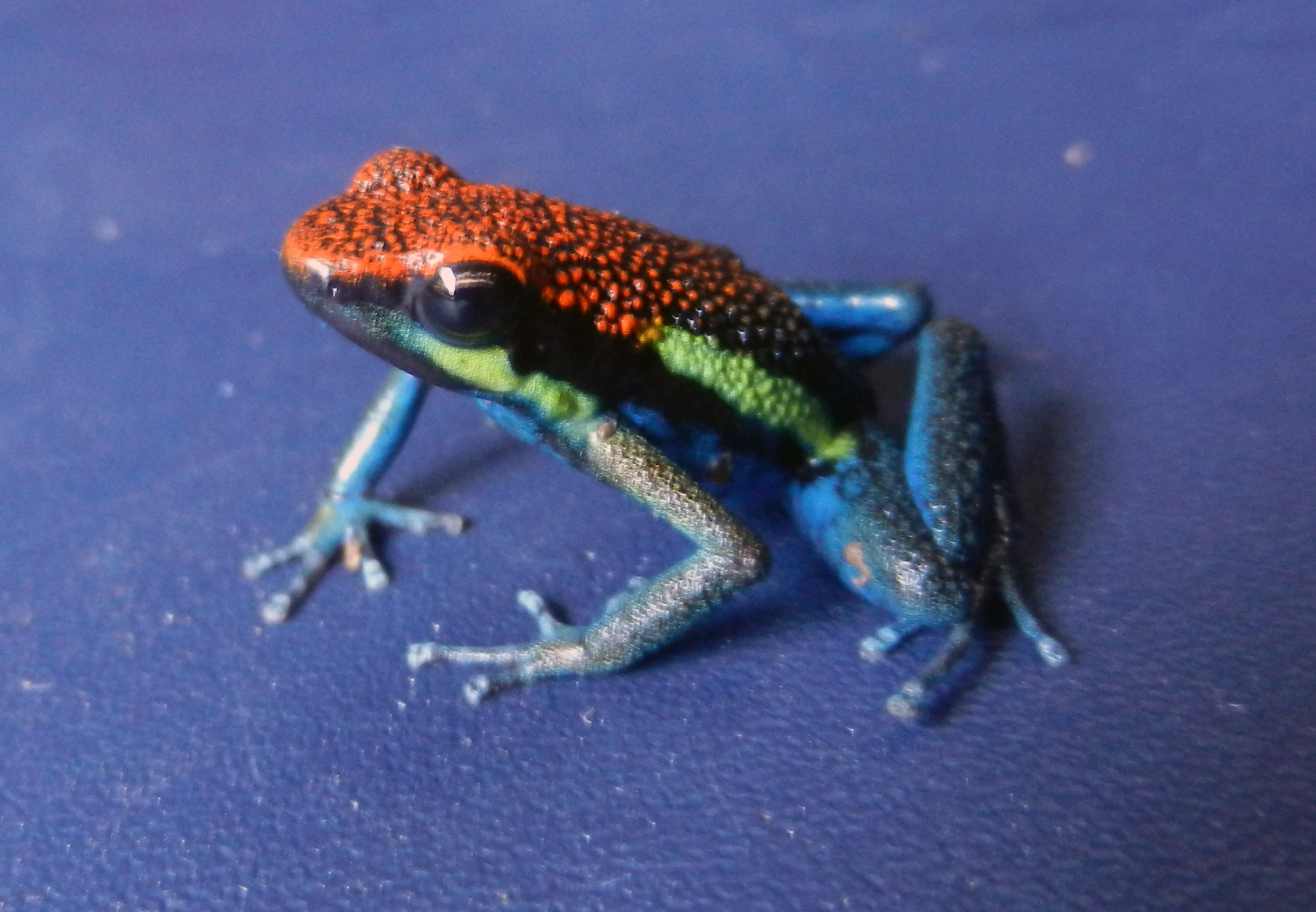
Ameerega macero
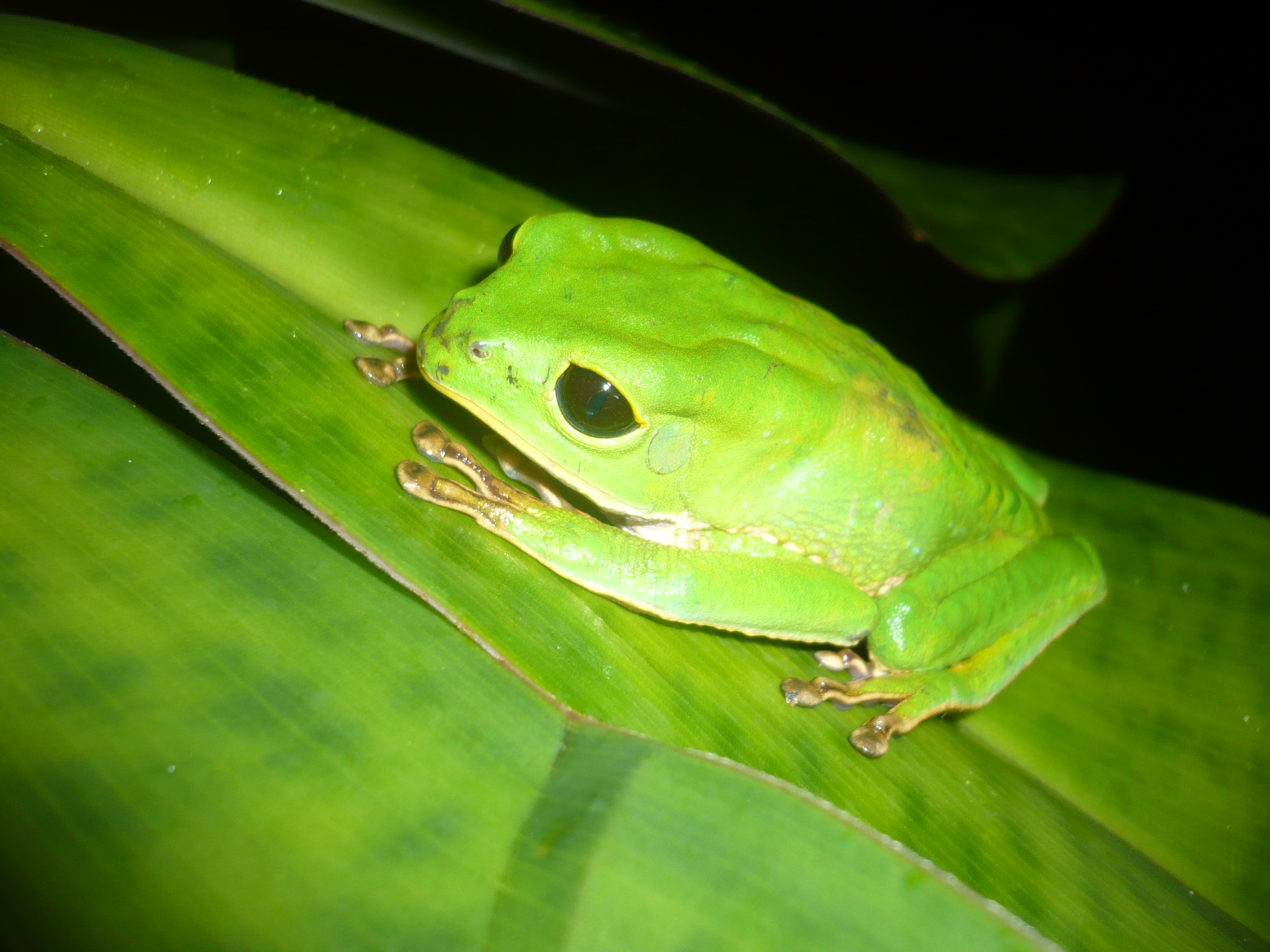
Phyllomedusa camba

### Rettili
Le seguenti specie di rettili dell'Amazzonia sono state indicate come particolarmente minacciate dal CITES:
- Caiman crocodilus
- Caiman crocodilus yacare
- Chelonoidis denticulatus
- Corallus hortulanus
- Iguana iguana
- Melanosuchus niger
- Podocnemis lewyana
- Podocnemis unifilis

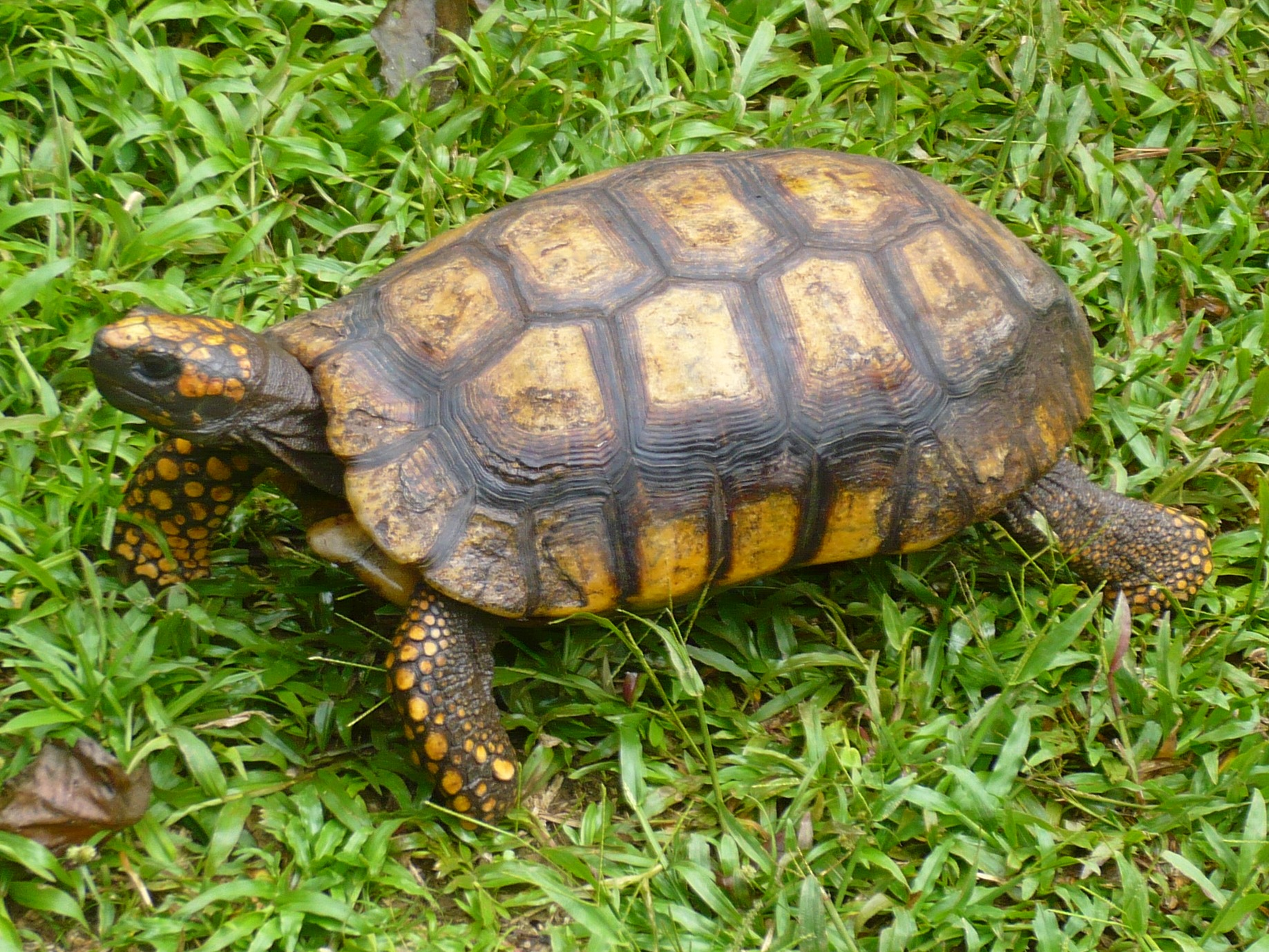
Chelonoidis denticulata
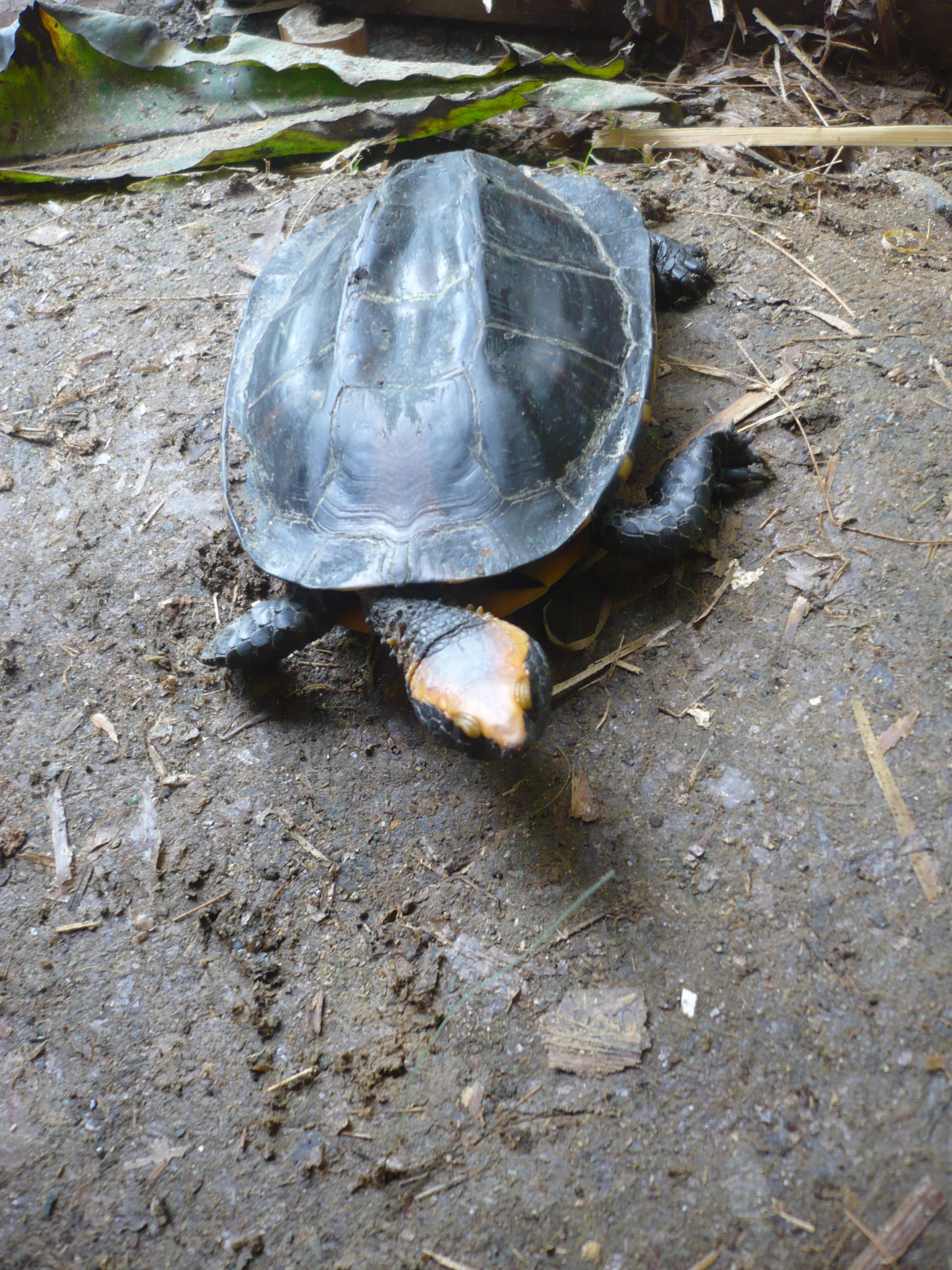
Platemys platycephala
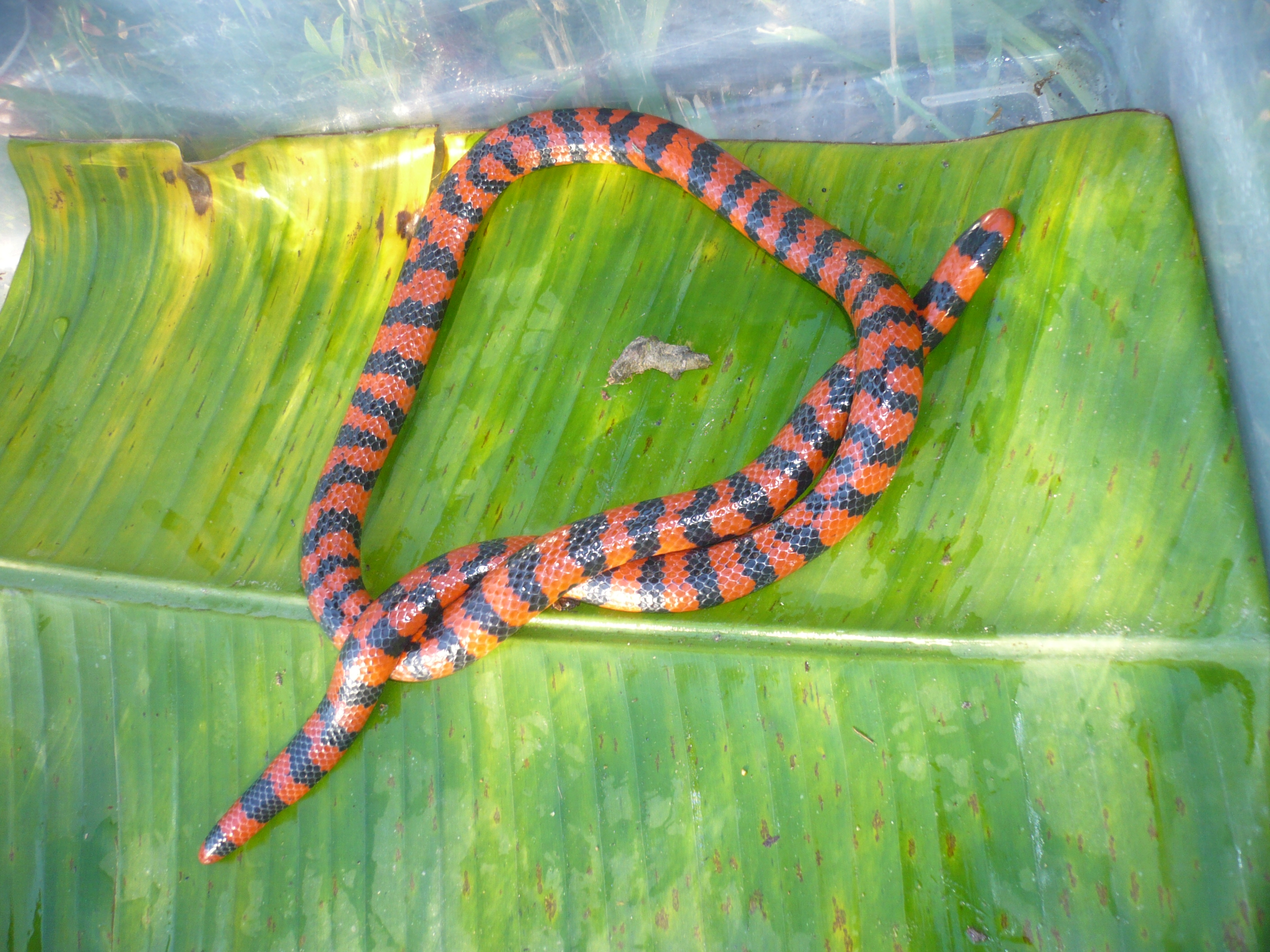
Anilius scytale
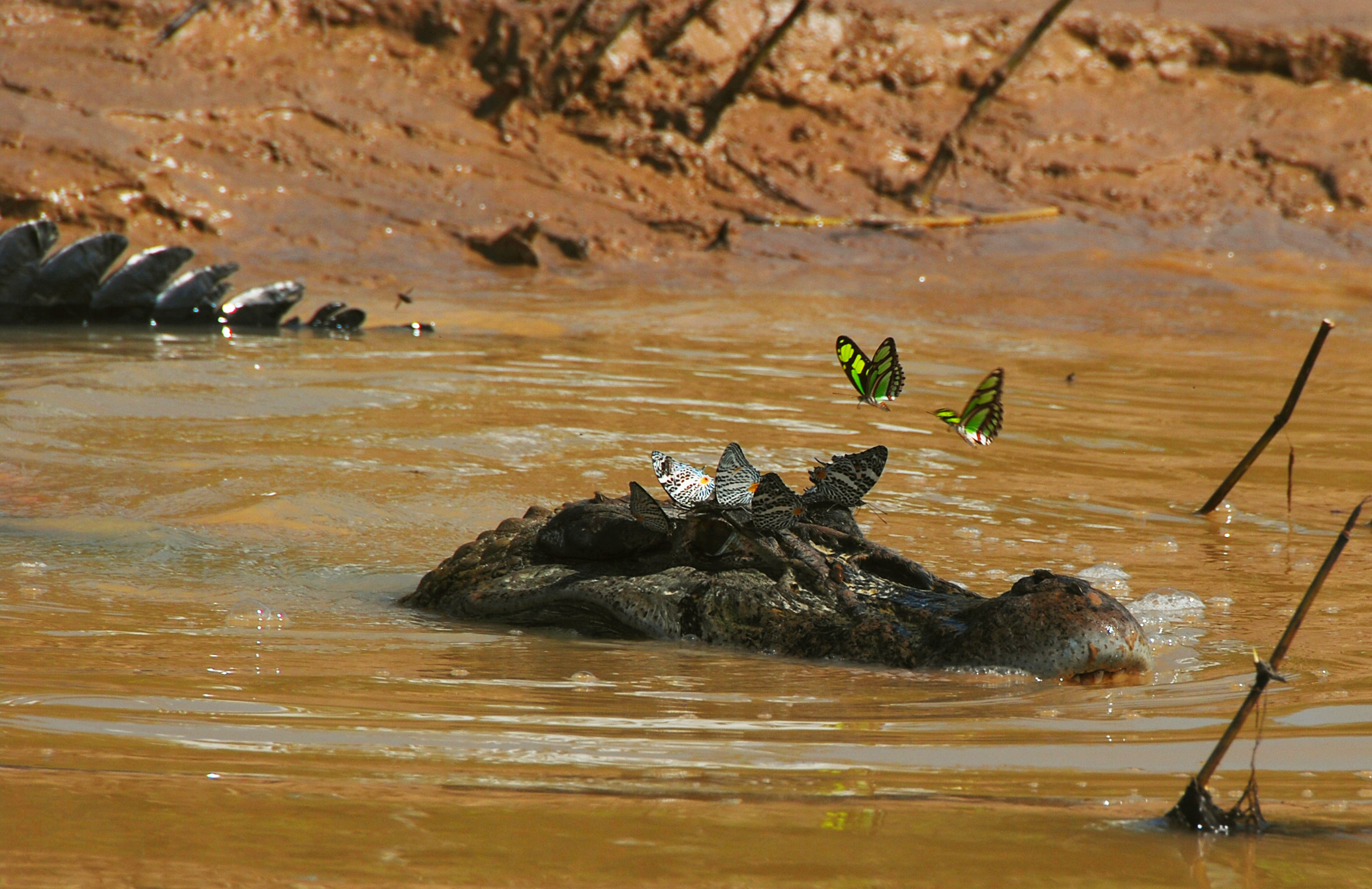
Melanosuchus niger
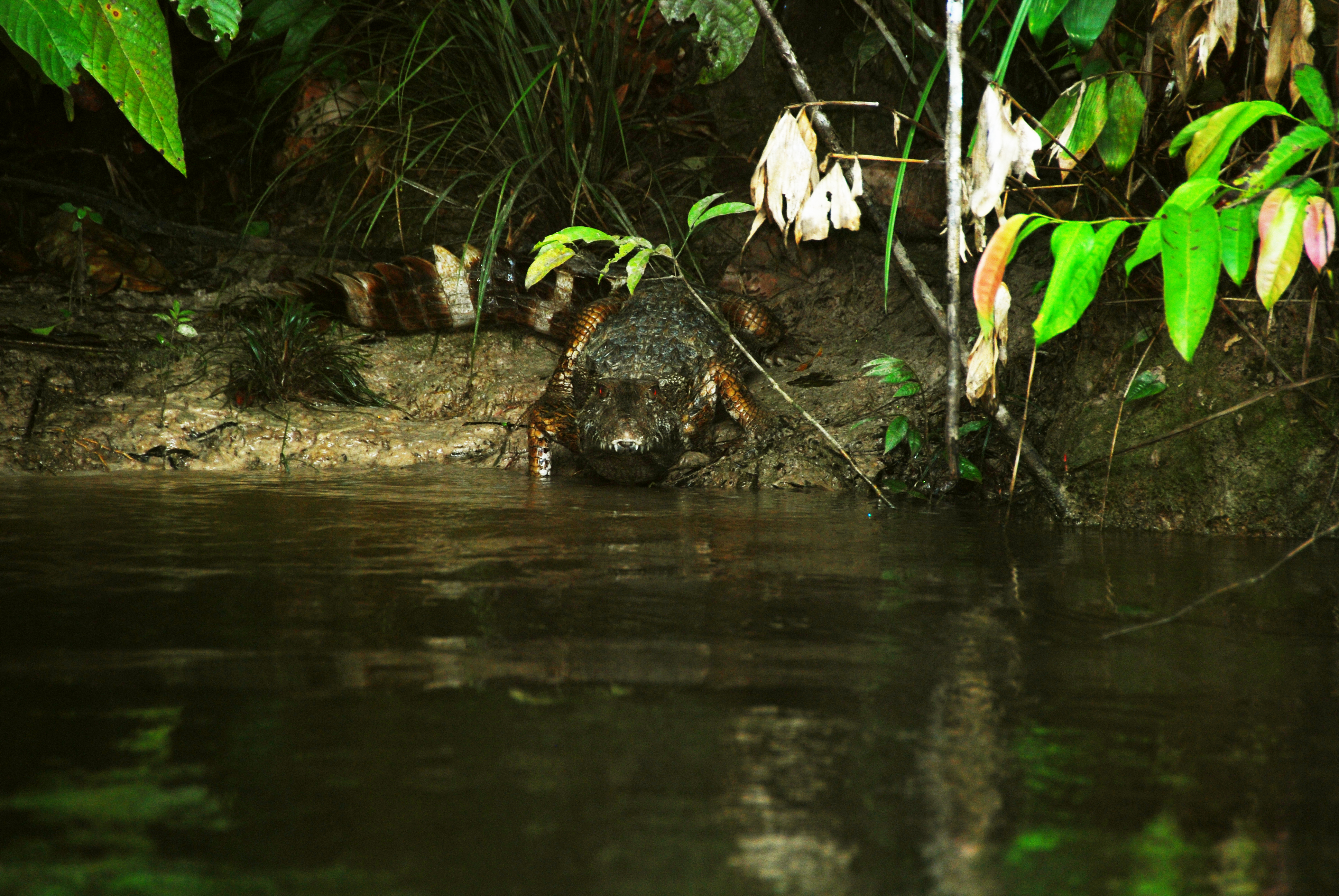
Paleosuchus trigonatus
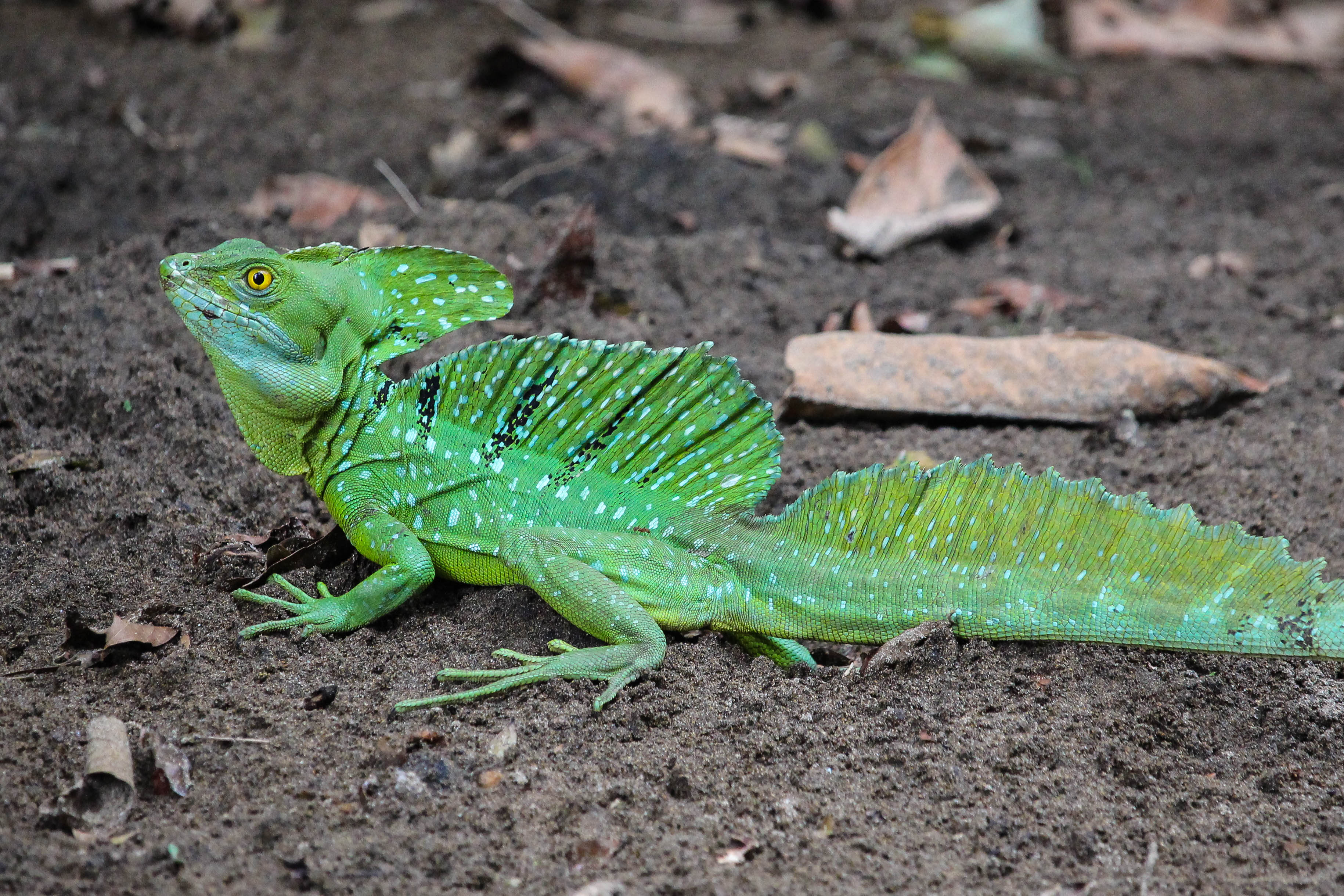
Basilisco piumato

### Uccelli
Le seguenti specie di uccelli dell'Amazzonia sono state indicate come particolarmente minacciate dal CITES:
- Amazona amazonica
- Amazona dufresniana
- Amazona farinosa
- Amazona festiva
- Amazona ochrocephala

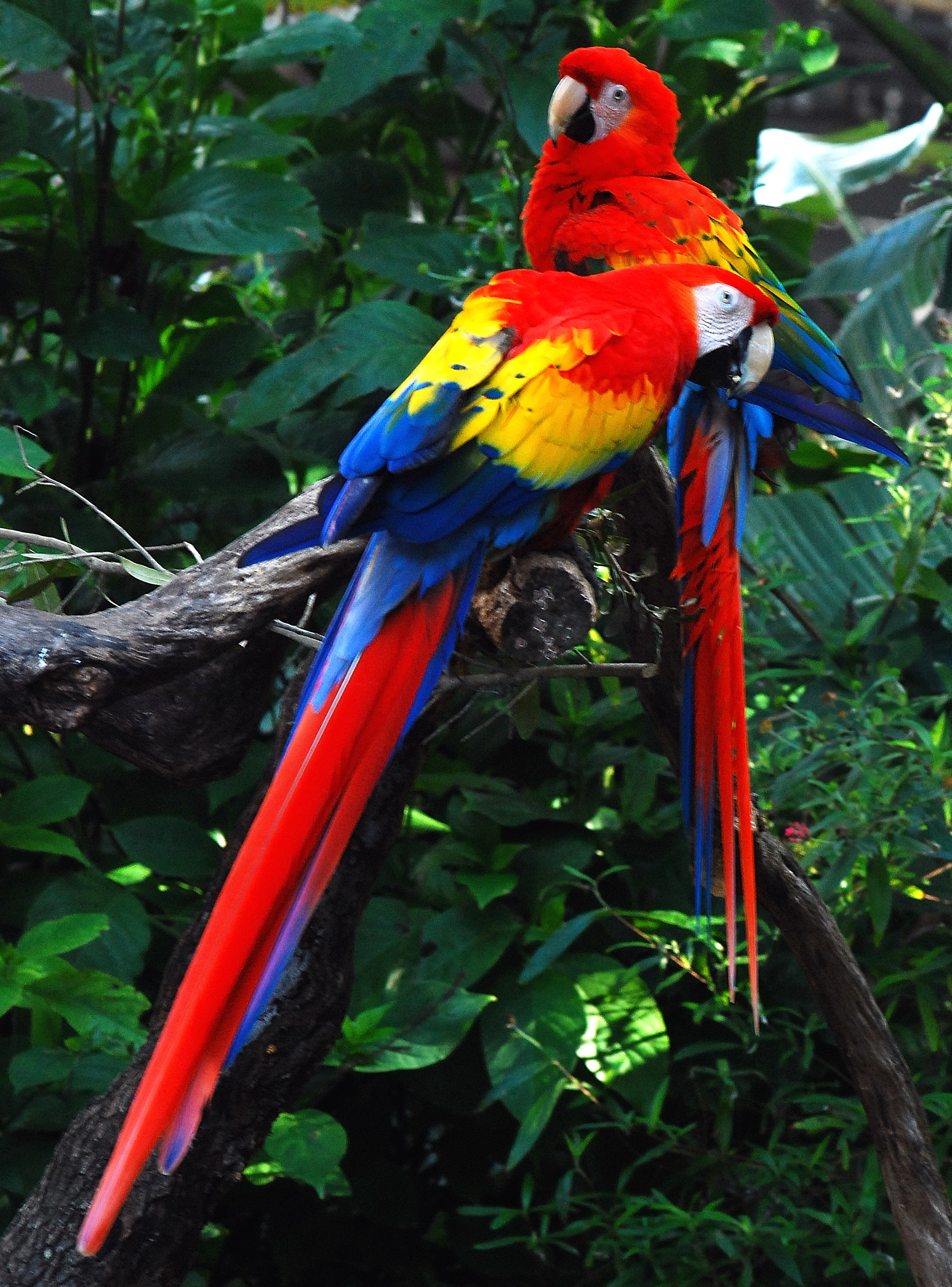
Ara ararauna
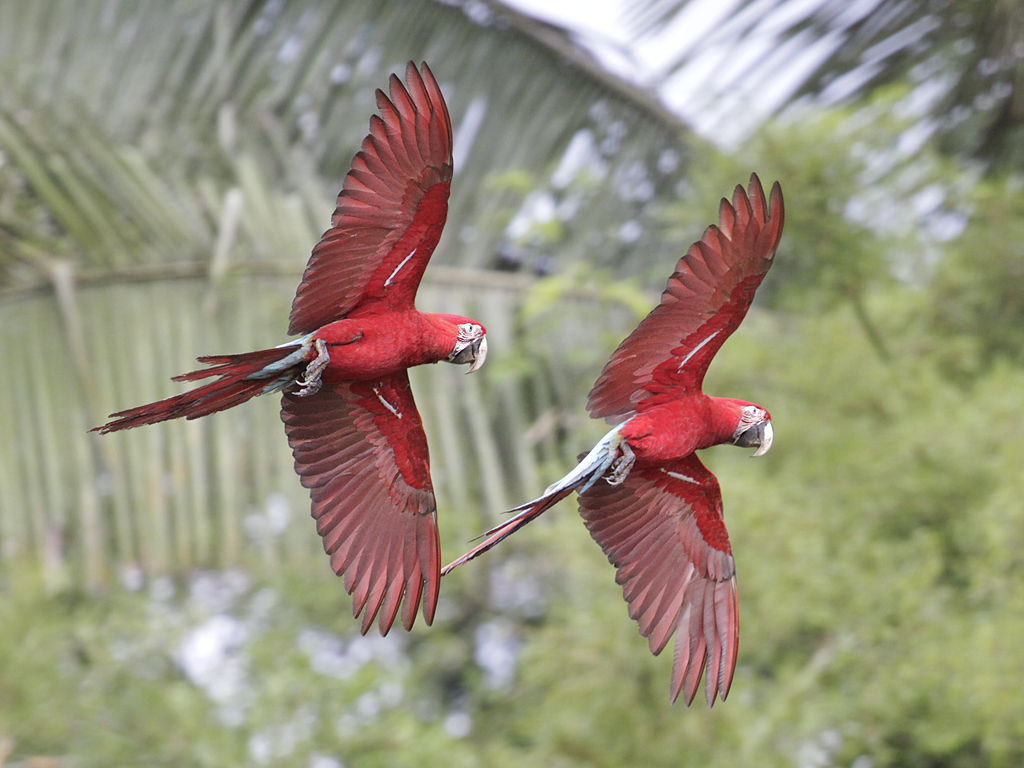
Ara chloropterus
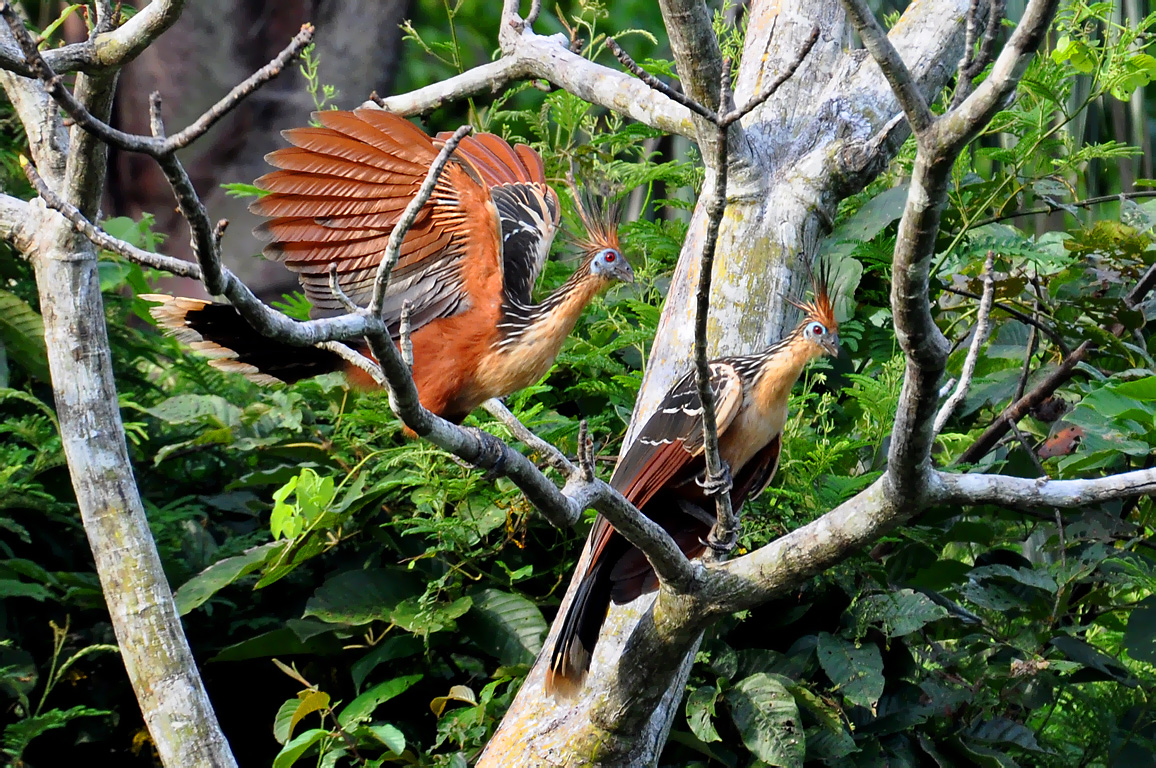
Opisthocomus hoazin
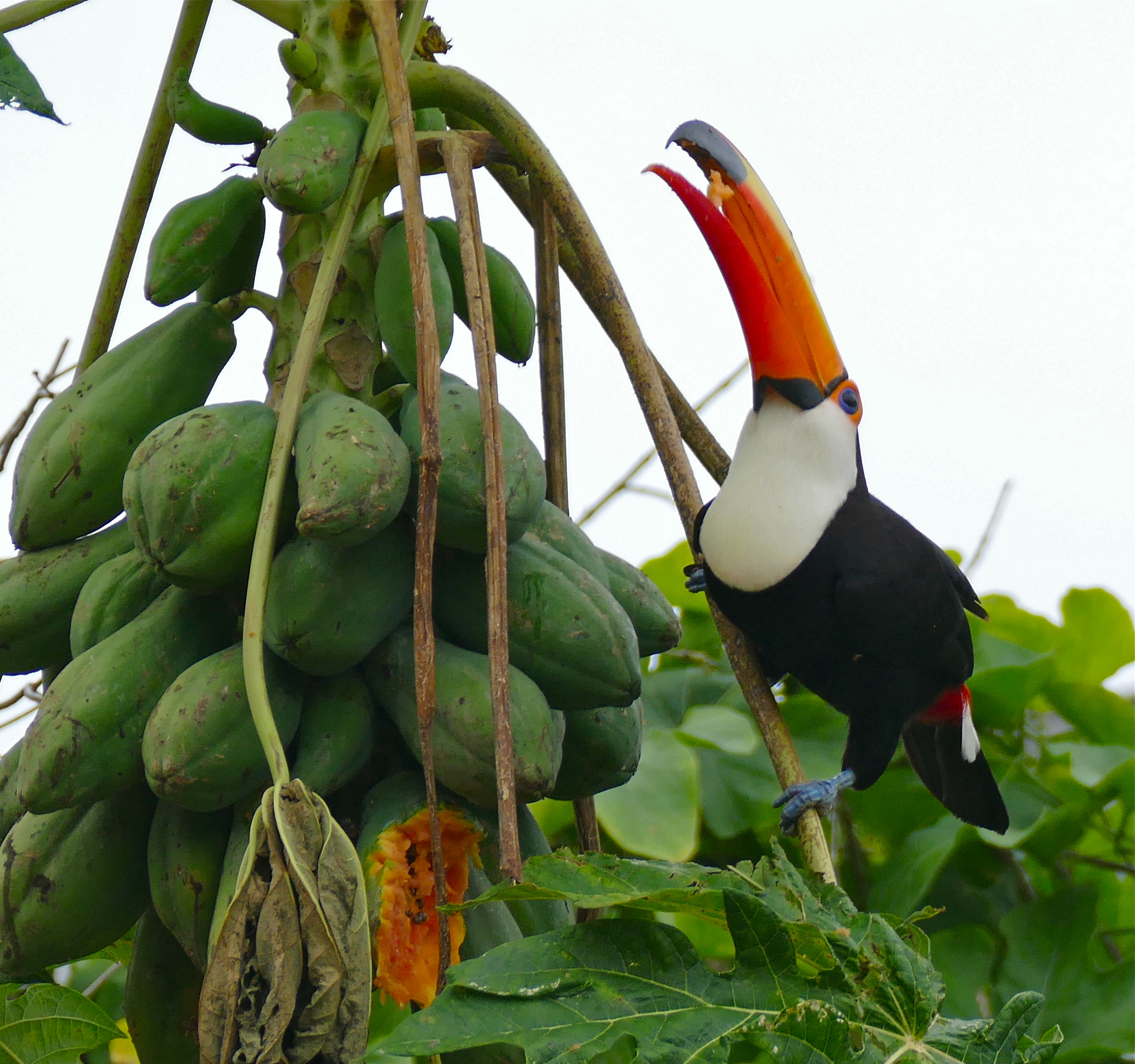
Tucano toco
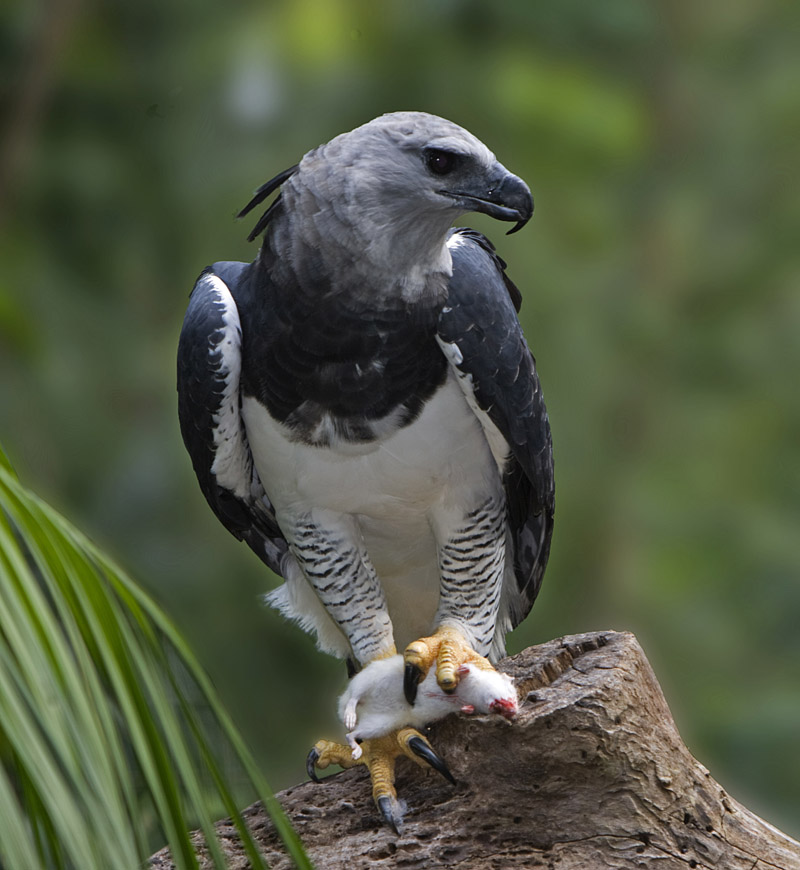
Arpia

- Aratinga mitrata
- Aratinga wagleri
- Brotogeris sanctithomae
- Diopsittaca nobilis
- Pionites melanocephalus
- Pionus menstruus
- Pteroglossus viridis
- Ramphastos vitellinus

- Ara macao
- Ara chloropterus
- Opisthocomus hoazin
- Tucano toco
- Arpia

### Mammiferi
Le seguenti specie di mammiferi dell'Amazzonia sono state indicate come particolarmente minacciate dal CITES:
- Ateles hybridus
- Cebus flavius
- Inia geoffrensis
- Pecari tajacu
- Saimiri sciureus
- Tayassu pecari

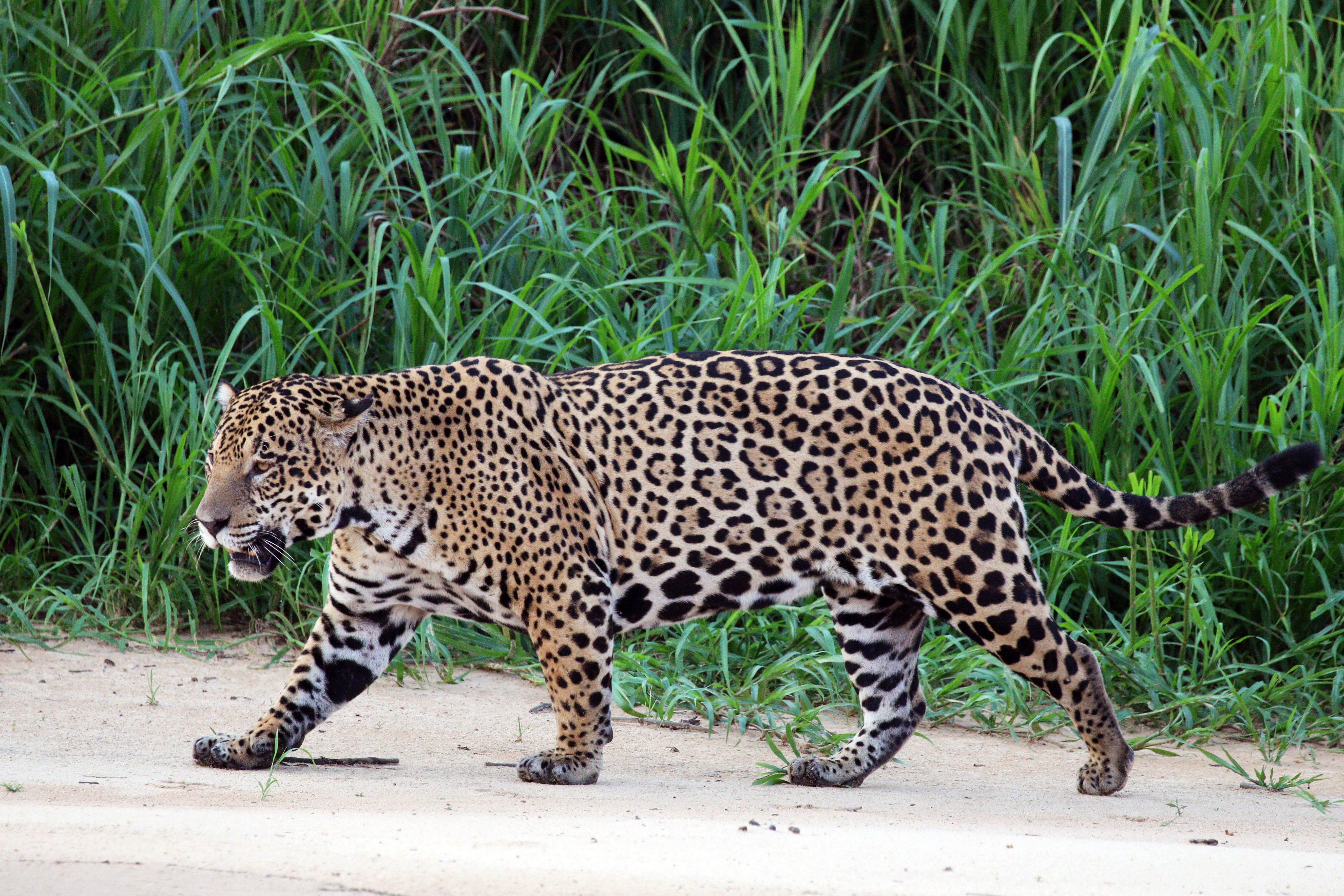
Panthera onca
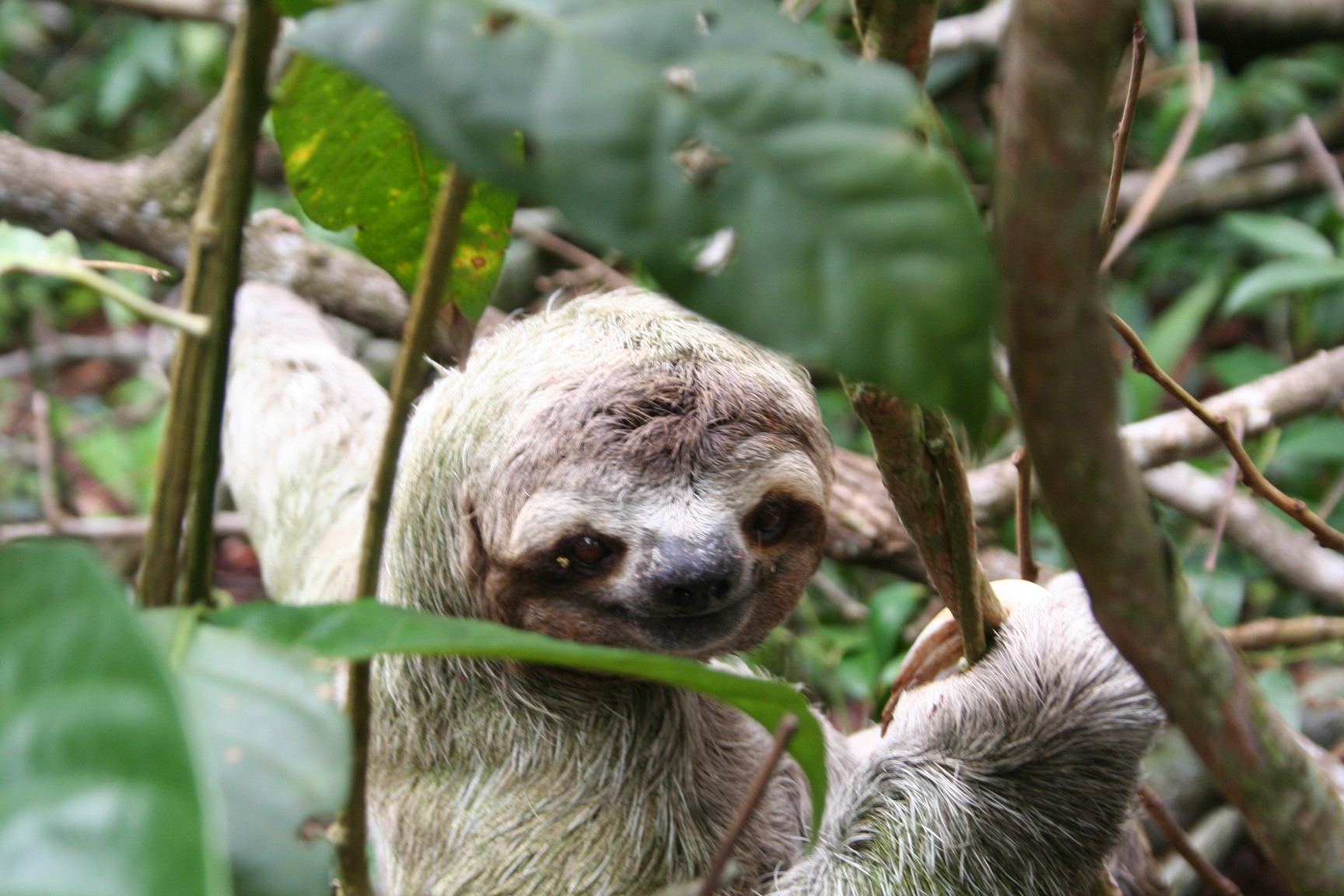
Bradypus variegatus
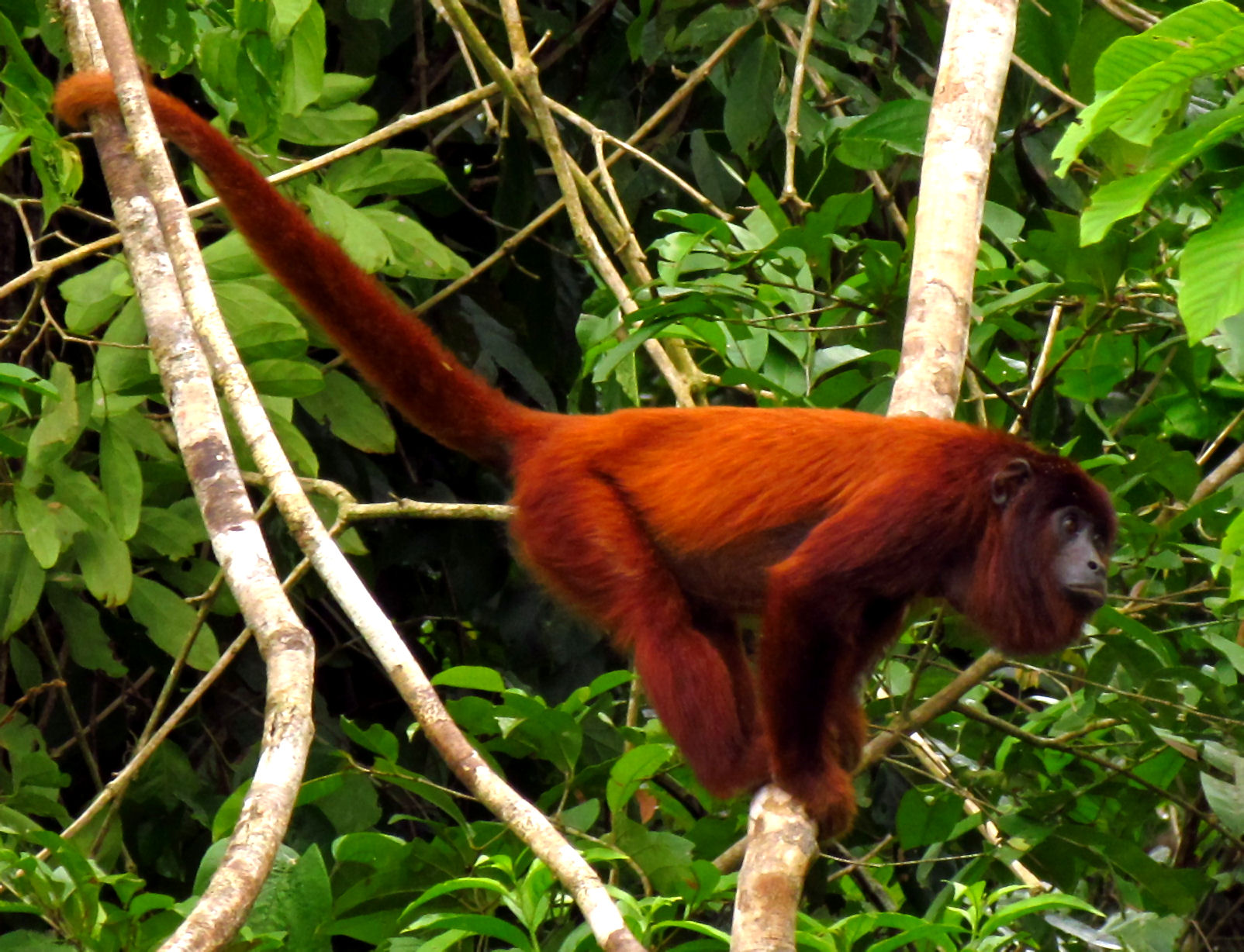
Alouatta
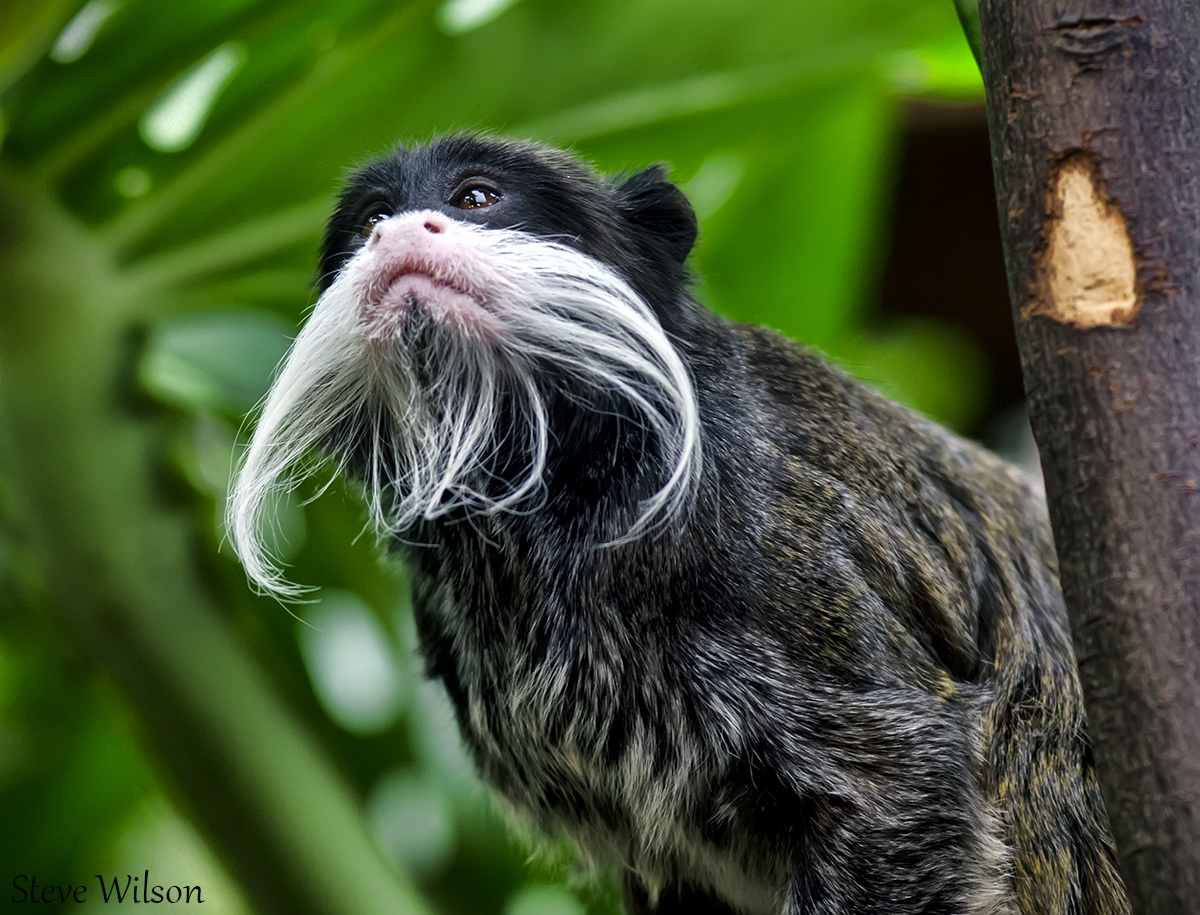
Saguinus imperator
Cacajao calvus
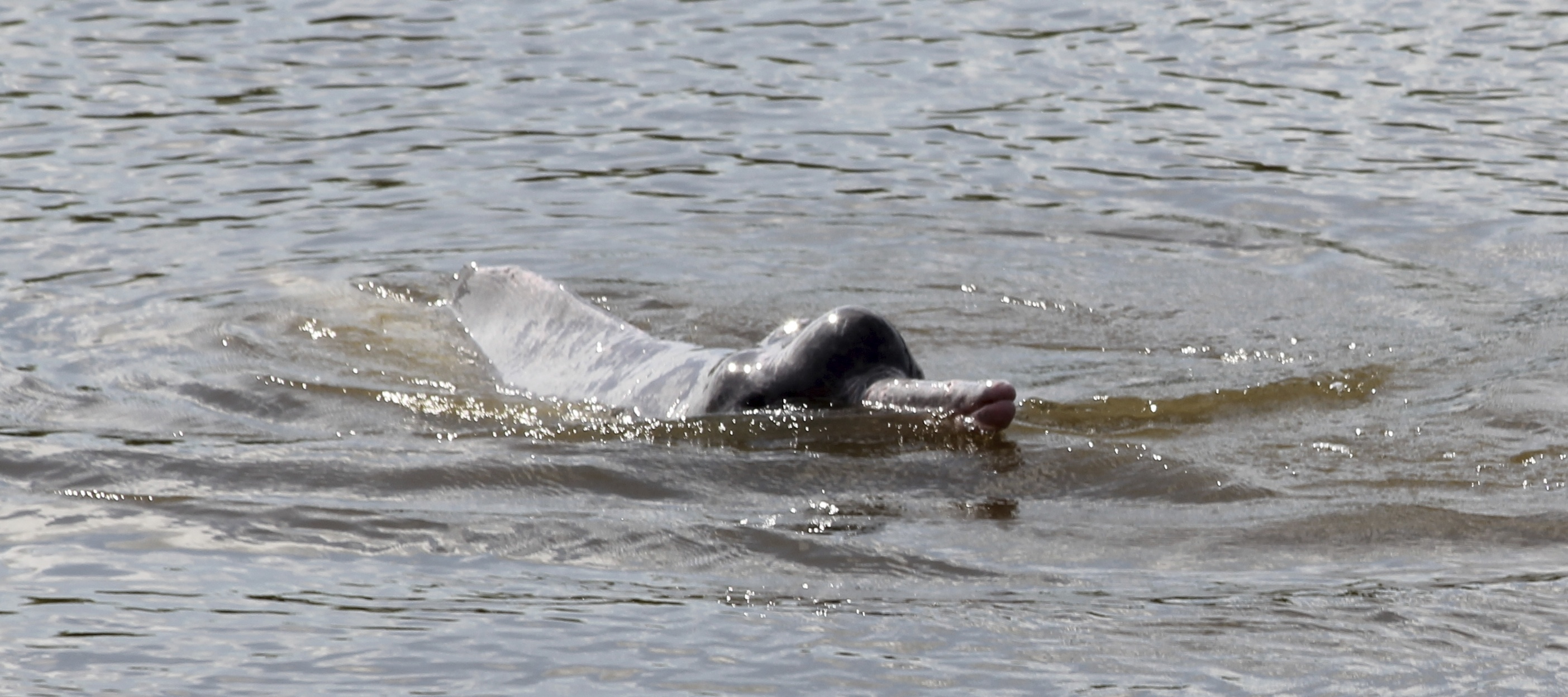
Inia araguaiaensis
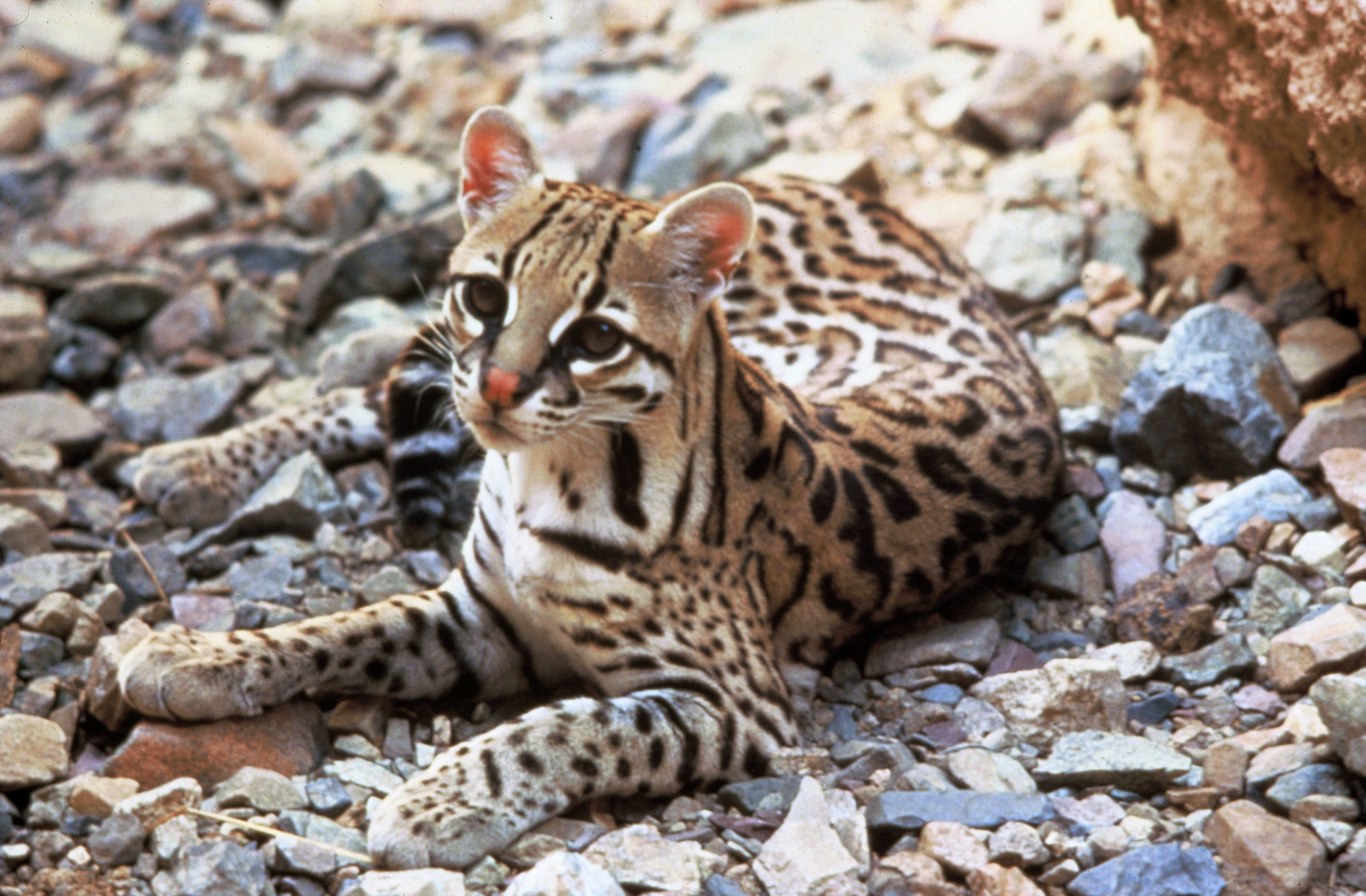
Ocelotto
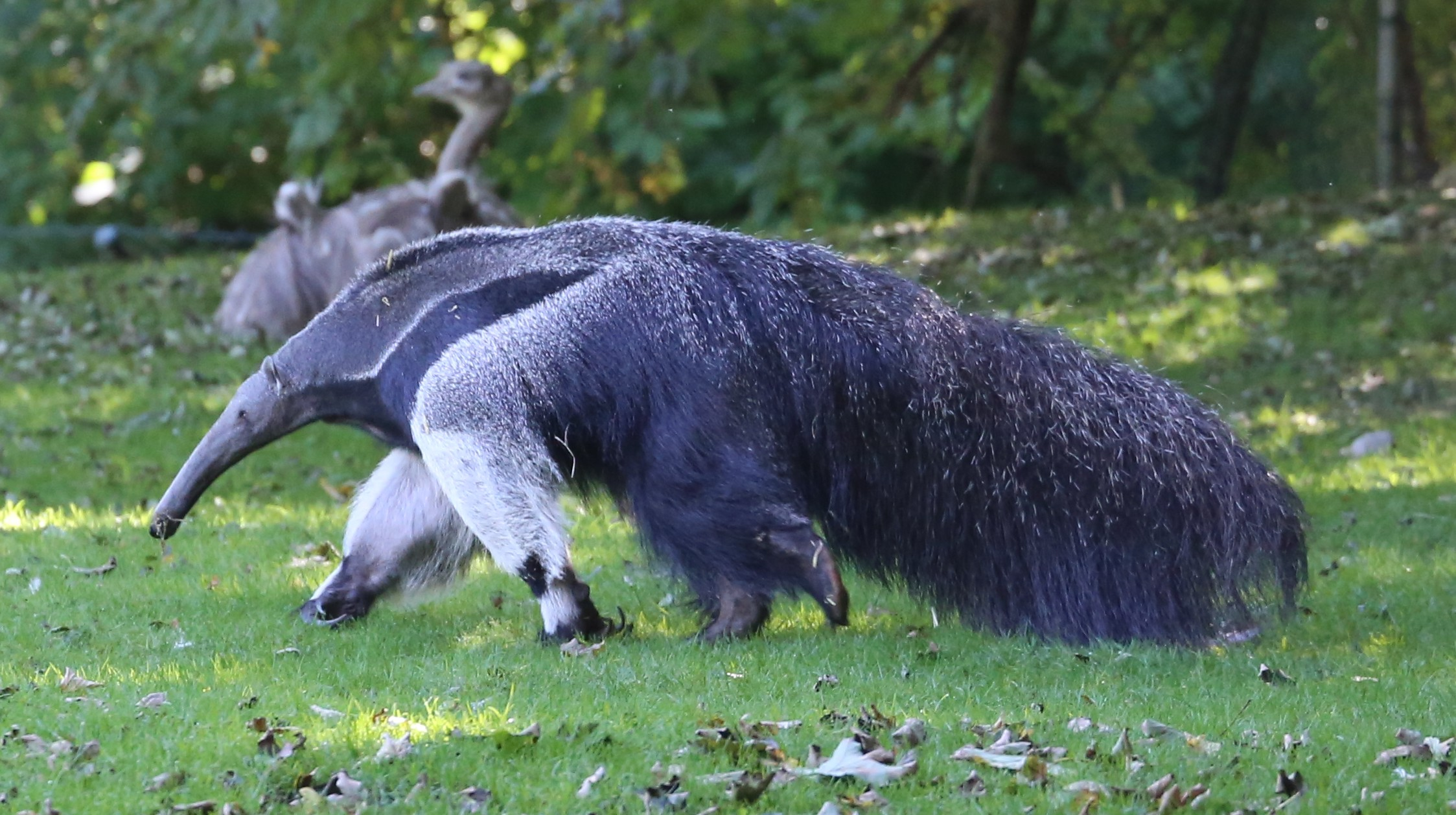
Formichiere gigante
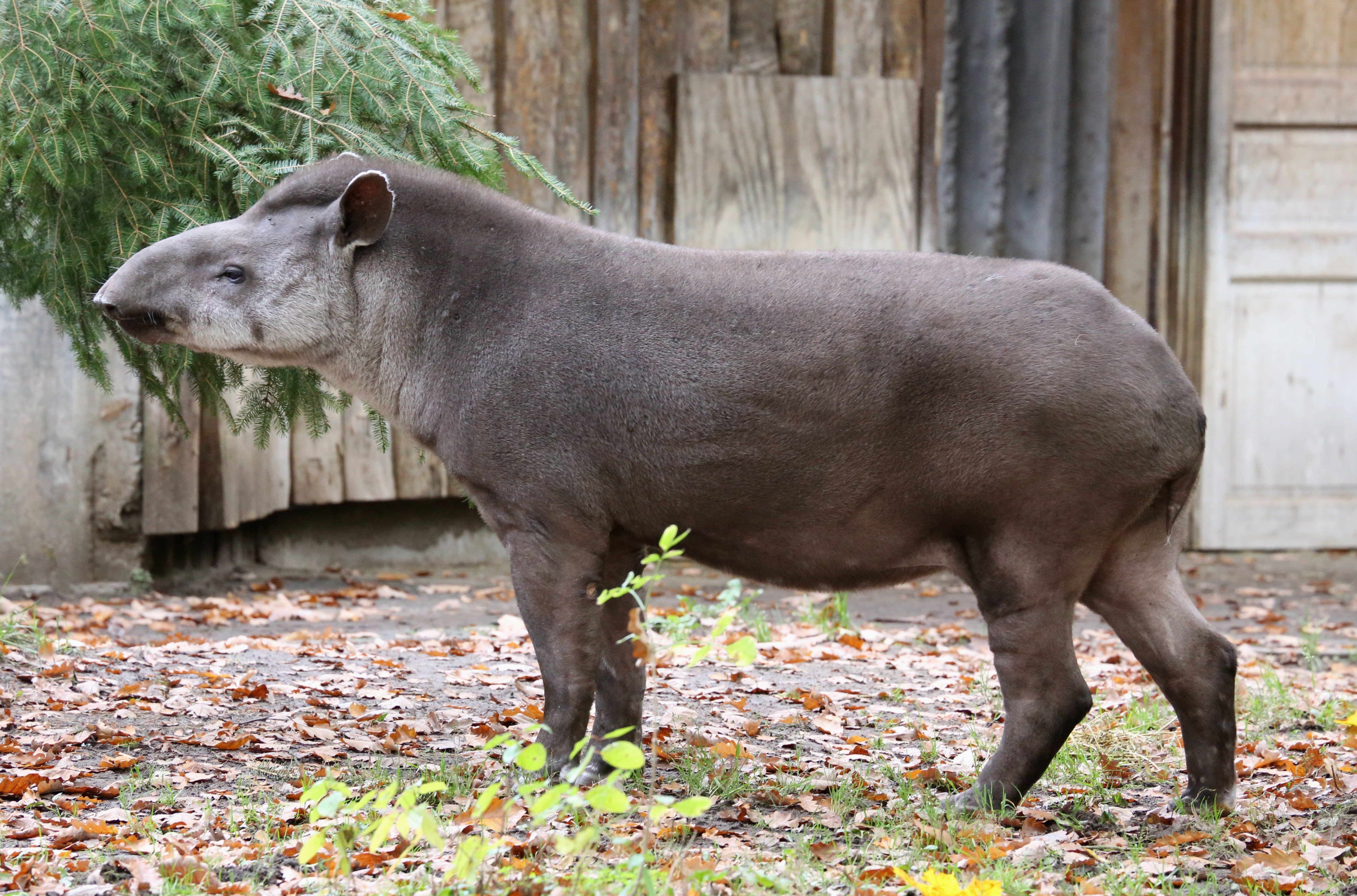
Tapirus terrestris
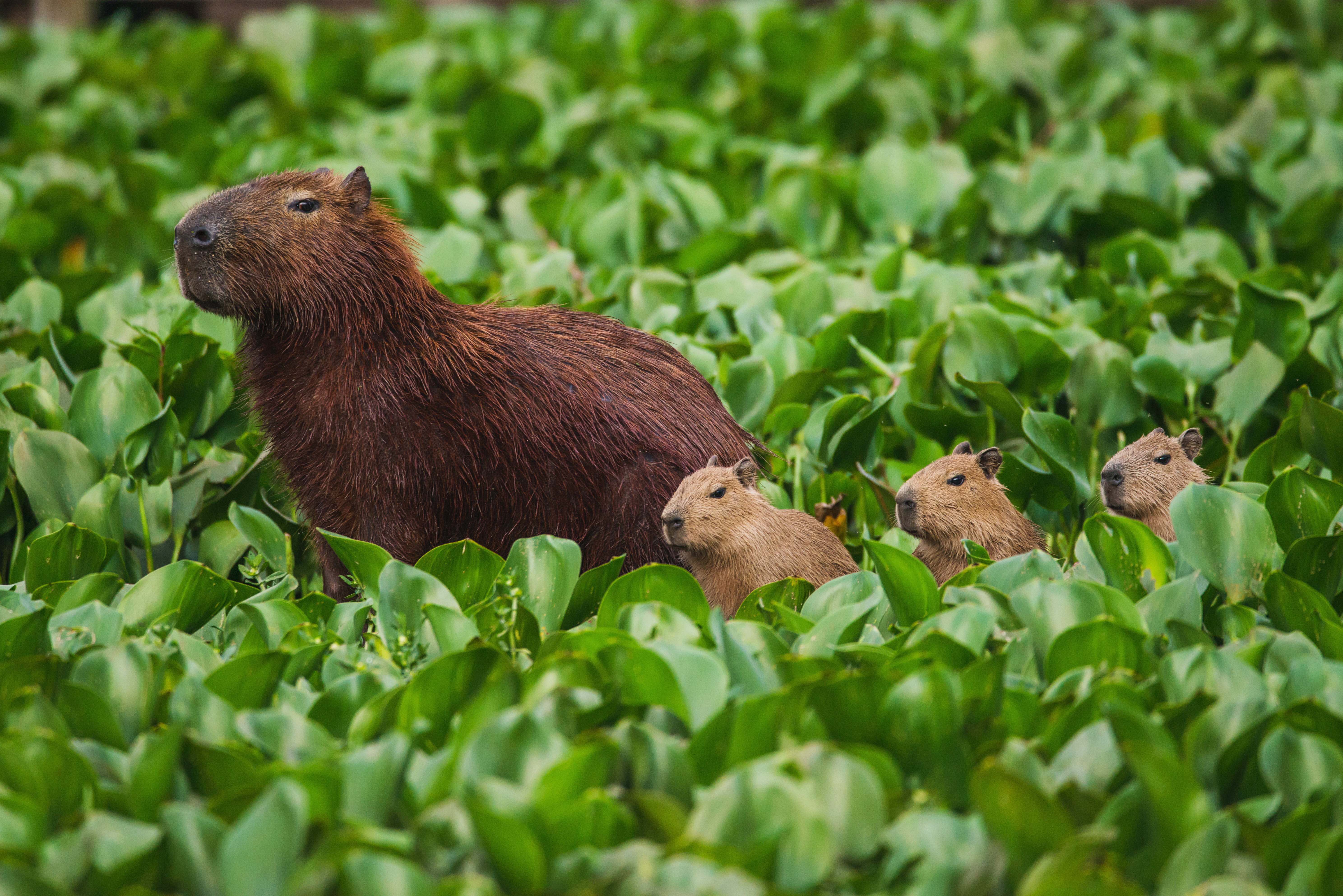
Capibara

## Popolazione

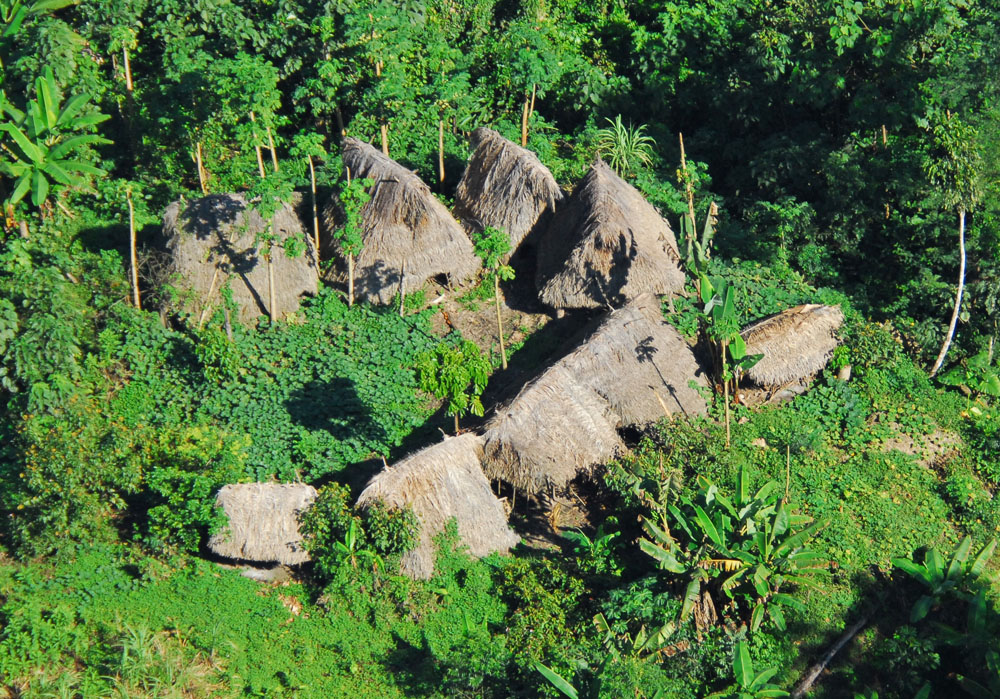
Abitazioni isolate nello stato brasiliano di Acre, nella foresta amazzonica.

La zona amazzonica è occupata da numerose popolazioni indigene, che sebbene abbiano una cultura relativamente simile tra loro, presentano un'elevata differenziazione dal punto di vista linguistico, per totale più di 400 lingue più un numero elevato di dialetti.
Le popolazioni indigene dell'Amazzonia includono:
- Siona, stanziati in Ecuador (nella provincia di Sucumbíos e nei cantoni di Putumayo e Shushufindi) e in Colombia
- Chiciua, attualmente sono stanziati in Perù, Ecuador e Colombia
- Cofan, stanziati in Colombia e in Ecuador
- Shuar, stanziati in Ecuador (nelle province di Napo, Pastaza, Zamora Chinchipe, Sucumbíos e Morona Santiago)
- Murui, stanziati in Colombia, Perù e Brasile
- Secoya, stanziati nel Perù e in Ecuador, in territori tra il fiume Aguarico e il Putumayo; si ritiene che vivano in queste zone da più di 1 500 anni.

Negli ultimi decenni ampie regioni sono state sfruttate con un conseguente aumento della densità della popolazione. Esempi includono in Brasile l'area attorno alle città di Santarem e Belém, e gli stati di Roraima, Rondônia e Acre; in Bolivia il dipartimento di Santa Cruz.

## Risorse
Le risorse dell'Amazzonia si sono andate diversificando nel corso di questi ultimi anni. Le economie di sussistenza delle piccole comunità e dei gruppi indigeni continuano a rimanere legate allo sfruttamento della foresta e dei corsi d'acqua, ma in aree sempre più estese si pratica agricoltura, allevamento, industria mineraria, estrazione di minerali e idrocarburi.

## Deforestazione

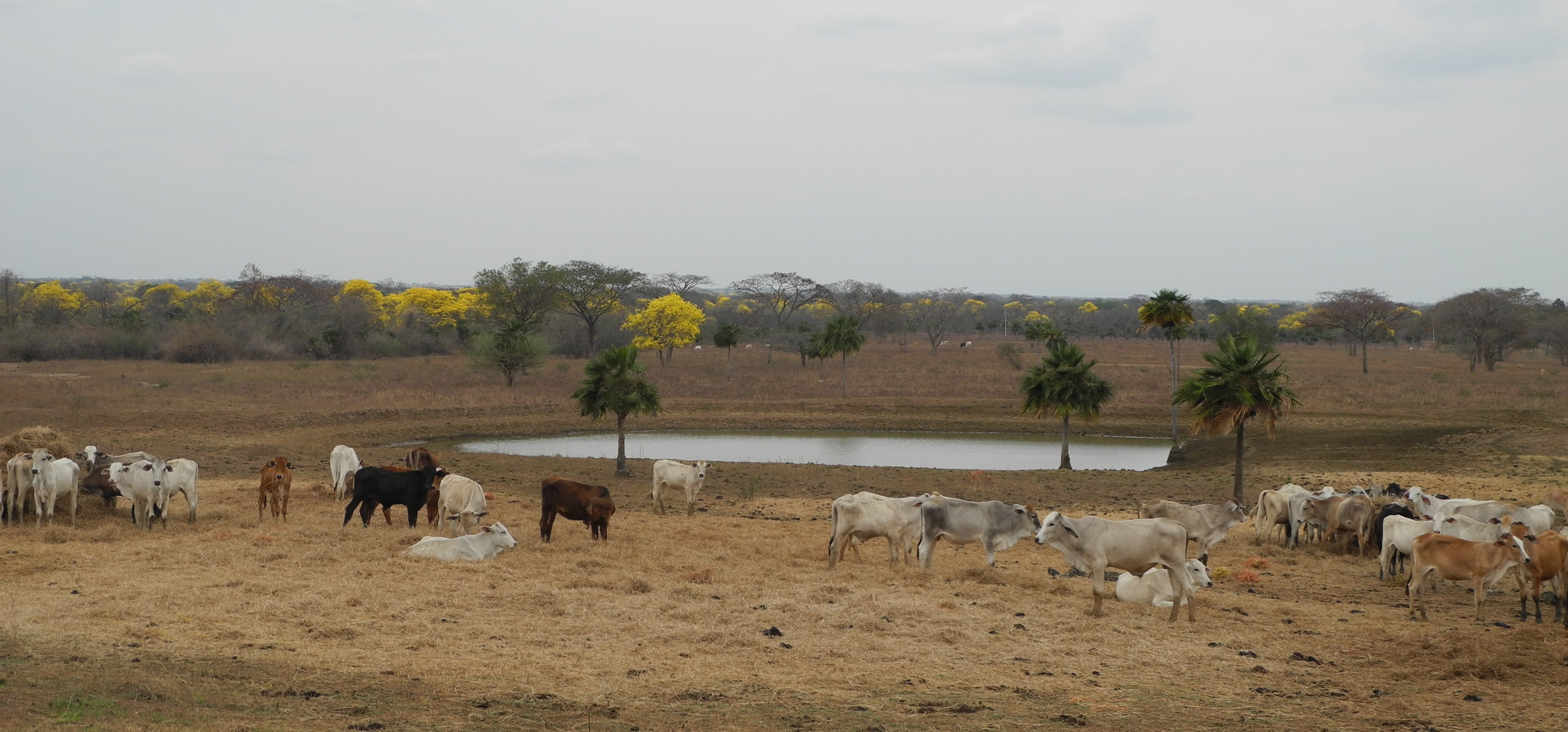
Deforestazione amazzonica in Venezuela per l'allevamento del bestiame.

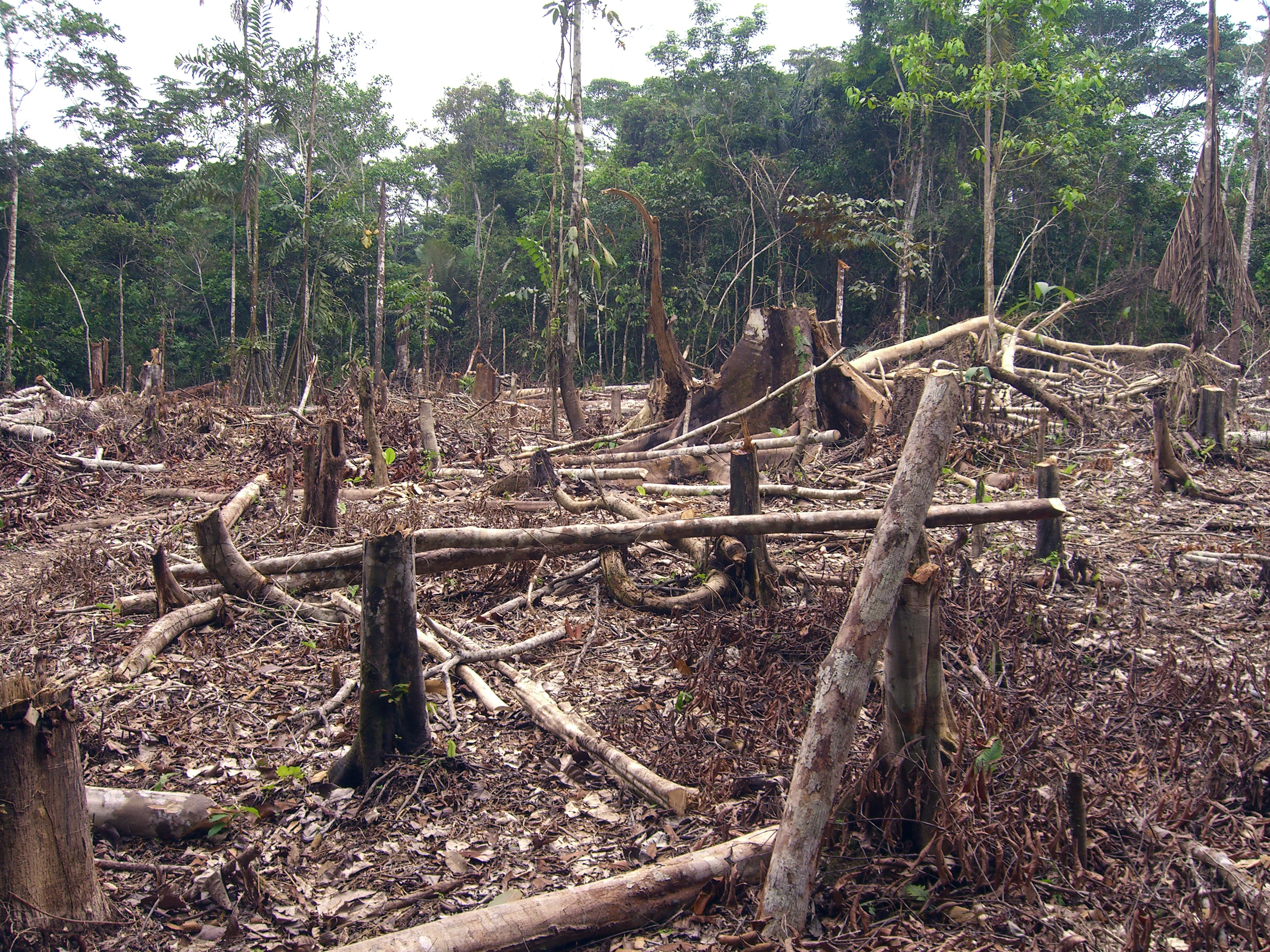
Deforestazione nell'Amazzonia colombiana.

La deforestazione è la trasformazione delle aree della foresta in aree disboscate, e risulta molto attiva nel bacino Amazzonico. Più di un quinto della foresta è già stato distrutto e l'intero ecosistema rimane in pericolo.
Questa opera di distruzione è iniziata a partire dagli anni Quaranta del Novecento, quando i governi della regione hanno deciso di sfruttare le risorse forestali e minerarie. Il disboscamento permette infatti la vendita e l'esportazione del legname, che può risultare molto pregiato, l'aumento di terreno per l'agricoltura, di cui si sente un forte bisogno per via della crescita della popolazione, e lo sfruttamento di giacimenti minerari. Nel corso degli anni sono state costruite anche numerose autostrade per collegare grandi città, che non solo sono state fonti primarie di deforestazione ma hanno anche incoraggiato le costruzioni di nuovi villaggi lungo di esse, peggiorando il problema.
La deforestazione genera molti aspetti problematici e potenzialmente catastrofici. Gli ambientalisti denunciano da anni un'enorme perdita della biodiversità, incrementata dal risultato della distruzione delle foreste e allo sfruttamento insostenibile delle sue risorse. Inoltre, l'Amazzonia è un enorme "polmone" terrestre, che grazie all'elevata densità della vegetazione e alla sua posizione equatoriale che permette un grande irraggiamento del Sole, consuma elevate quantità di anidride carbonica, generando ossigeno. La rimozione dell'area forestale diminuisce questo effetto; inoltre la deforestazione viene spesso eseguita mediante incendi incontrollati. Tutto ciò ha importanti implicazioni nell'effetto serra, e costituisce uno dei principali parametri su cui si costruiscono i modelli per il riscaldamento globale del pianeta. La combinazione di riscaldamento globale e deforestazione rende il clima regionale più secco e potrebbe stravolgere il delicato equilibrio della foresta pluviale trasformandone una parte in savana.
Fortunatamente, dall'inizio del XXI secolo la deforestazione si è ridotta del 70%. Per uno studio di Dan Nepstad, Earth Innovation Institute (Stati Uniti), è il risultato di un processo composto da tre fasi. Nella prima (fino al 2004), una legge provò a imporre ad agricoltori e allevatori di considerare riserva l'80% delle loro proprietà, ma non fu rispettata. Nella seconda fase (2005-2009) ci furono vari fattori: più controlli della polizia; calo dei guadagni della soia (coltivata in Amazzonia); campagne ambientaliste e boicottaggio di aziende responsabili della deforestazione. La terza fase (dal 2009) è stata decisiva. Anche se i guadagni della soia sono ripresi, il governo ha stabilito una politica del credito per l'Amazzonia: coltivatori e allevatori delle aree più rovinate sono stati esclusi dal credito a basso costo finché la deforestazione non è calata.

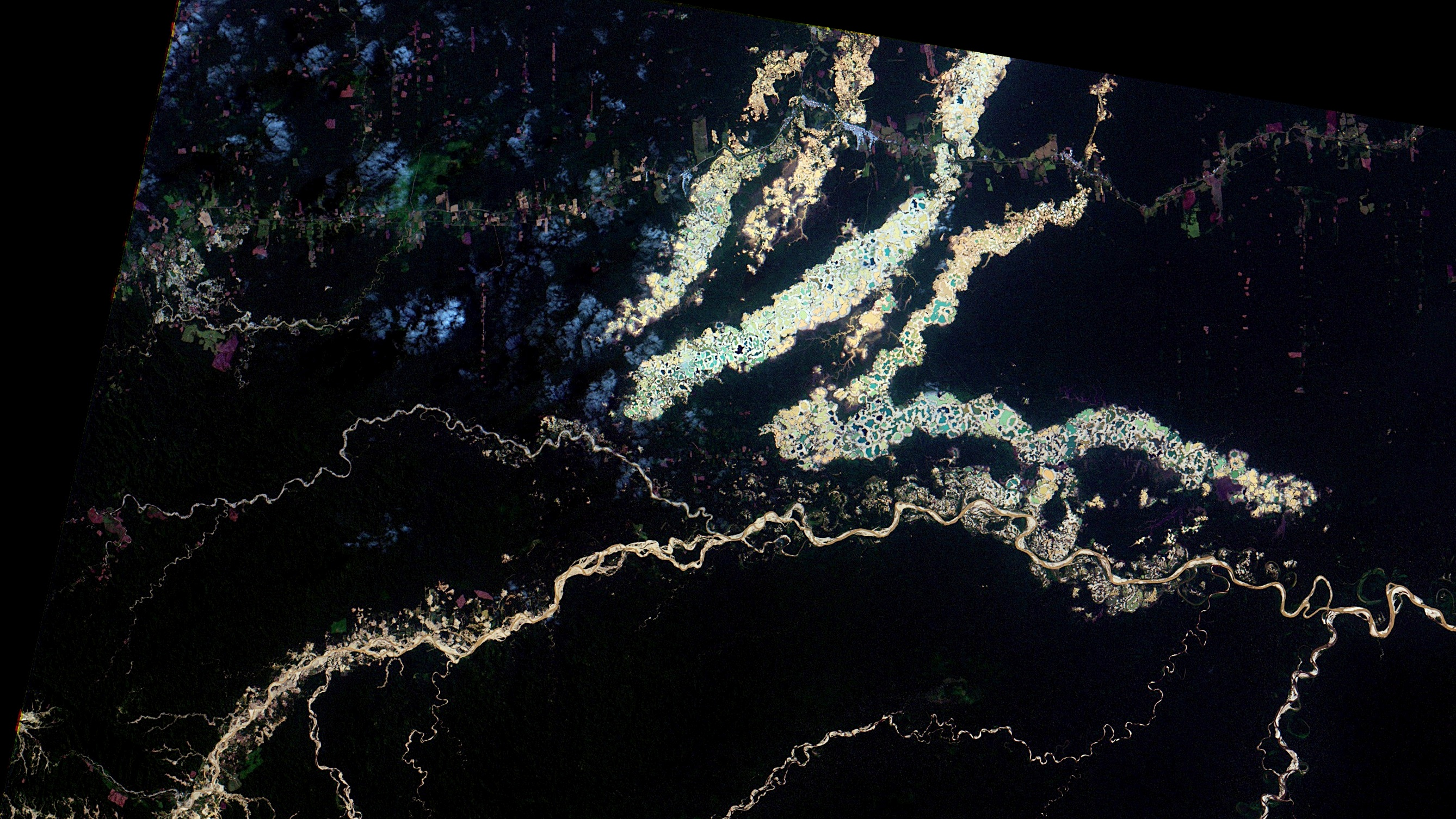
Estrazione illegale di oro in Amazzonia a Madre de Diòs, Perù.

Secondo l'Istituto nazionale di ricerche spaziali (INPE) al 20 agosto 2019 si sono susseguiti 74 155 incendi nell'area della foresta amazzonica, segnando un notevole incremento rispetto ai numeri registrati nello stesso periodo del 2018 (circa l'83%). Nei primi 8 mesi del 2019, secondo INPE e NASA, si sono sviluppati circa 83 000 incendi nella regione, che raffigurano i dati più alti del decennio e probabilmente i secondi più alti in assoluto dal 2000 (secondi solo a quelli del 2005 dove nei primi 8 mesi dell'anno si sono registrati almeno 133 000 incendi).
| Periodo        | Foresta rimanente (in km²) | Perdita annuale (in km²) | Percentuale della superficie rispetto al 1970 | Perdita totale rispetto al 1970 (in km²) |
| -------------- | -------------------------- | ------------------------ | --------------------------------------------- | ---------------------------------------- |
| Prima del 1970 | 4 100 000                  | —                        | —                                             | —                                        |
| 1977           | 3 955 870                  | 21 130                   | 96,5%                                         | 144 130                                  |
| 1978–1987      | 3 744 570                  | 21 130                   | 91,3%                                         | 355 430                                  |
| 1988           | 3 723 520                  | 21 050                   | 90,8%                                         | 376 480                                  |
| 1989           | 3 705 750                  | 17 770                   | 90,4%                                         | 394 250                                  |
| 1990           | 3 692 020                  | 13 730                   | 90,0%                                         | 407 980                                  |
| 1991           | 3 680 990                  | 11 030                   | 89,8%                                         | 419 010                                  |
| 1992           | 3 667 204                  | 13 786                   | 89,4%                                         | 432 796                                  |
| 1993           | 3 652 308                  | 14 896                   | 89,1%                                         | 447 692                                  |
| 1994           | 3 637 412                  | 14 896                   | 88,7%                                         | 462 588                                  |
| 1995           | 3 608 353                  | 29 059                   | 88,0%                                         | 491 647                                  |
| 1996           | 3 590 192                  | 18 161                   | 87,6%                                         | 509 808                                  |
| 1997           | 3 576 965                  | 13 227                   | 87,2%                                         | 523 035                                  |
| 1998           | 3 559 582                  | 17 383                   | 86,8%                                         | 540 418                                  |
| 1999           | 3 542 323                  | 17 259                   | 86,4%                                         | 557 677                                  |
| 2000           | 3 524 097                  | 18 226                   | 86,0%                                         | 575 903                                  |
| 2001           | 3 505 932                  | 18 165                   | 85,5%                                         | 594 068                                  |
| 2002           | 3 484 538                  | 21 651                   | 85,0%                                         | 615 719                                  |
| 2003           | 3 459 291                  | 25 396                   | 84,4%                                         | 641 115                                  |
| 2004           | 3 431 868                  | 27 772                   | 83,7%                                         | 668 887                                  |
| 2005           | 3 413 022                  | 19 014                   | 83,2%                                         | 687 901                                  |
| 2006           | 3 398 913                  | 14 285                   | 82,9%                                         | 702 186                                  |
| 2007           | 3 387 381                  | 11 651                   | 82,6%                                         | 713 837                                  |
| 2008           | 3 375 413                  | 12 911                   | 82,3%                                         | 726 748                                  |
| 2009           | 3 365 788                  | 7 464                    | 82,1%                                         | 734 212                                  |
| 2010           | 3 358 788                  | 7 000                    | 81,9%                                         | 741 212                                  |
| 2011           | 3 352 370                  | 6 418                    | 81,8%                                         | 747 630                                  |
| 2012           | 3 347 799                  | 4 571                    | 81,7%                                         | 752 201                                  |
| 2013           | 3 341 908                  | 5 891                    | 81,5%                                         | 758 092                                  |
| 2014           | 3 336 896                  | 5 012                    | 81,4%                                         | 763 104                                  |
| 2015           | 3 331 065                  | 5 831                    | 81,2%                                         | 768 935                                  |
| 2016           | 3 322 796                  | 7 893                    | 81,0%                                         | 777 204                                  |
| 2017           | 3 299 308                  | 6 947                    | 80,9%                                         | 700 692                                  |
| 2018           | 3 290 835                  | 7 900                    | 80,7%                                         | 709 165                                  |
| 2019           | 3 298 551                  | 9 762                    | 80,5%                                         | 801 449                                  |
| 2020           | 3 290 125                  | 8 426                    | 80,3%                                         | 809 875                                  |
| 2021           | 3 279 649                  | 10 476                   | 80,1%                                         | 820 351                                  |